# Список птахів Тринідаду і Тобаго
Це перелік видів птахів, зафіксованих на території Тринідаду і Тобаго. Авіфауна Тринідаду і Тобаго налічує загалом 487 видів, з яких 2 є ендемічними, 6 були інтродуковані людьми. 11 видів були знищені на території країни, статус 1 виду є невизначеним.
На Тобаго мешкає лише половина видів птахів, зафіксованих на Тринідаді, однак 27 видів і 1 підвид були зафіксовані лише на меншому острові. На деяких невеликих островах біля берегів Тобаго, таких як Малий Тобаго, розташовуються важливі гніздові колонії морських птахів.

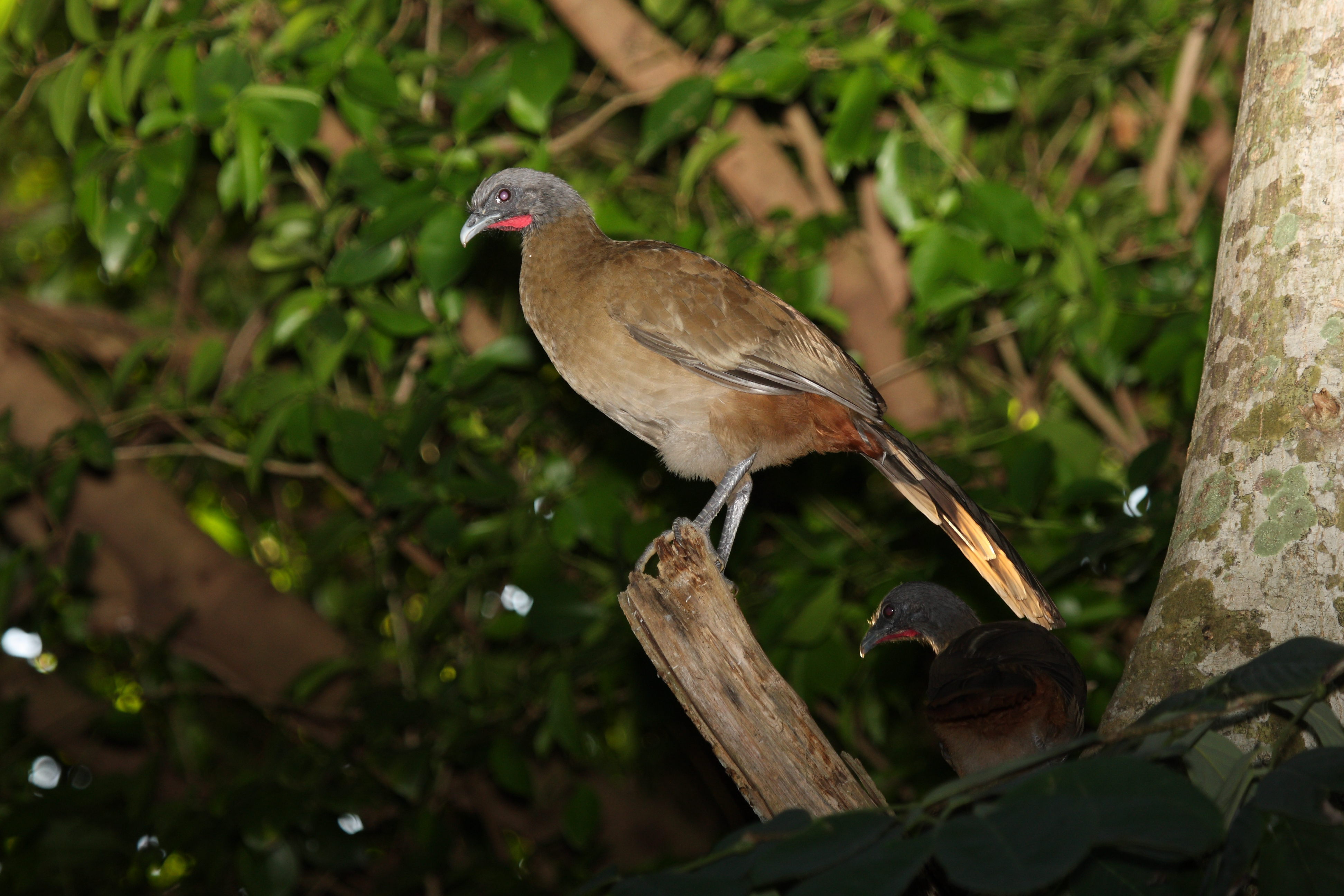
Ібіс червоний (зверху) і чачалака рудогуза (знизу) є національними птахами Тринідаду і Тобаго.

## Тинамуподібні(Tinamiformes)
Родина: Тинамові (Tinamidae)
| Українська назва | Біноміальна назва | Примітки          |
| ---------------- | ----------------- | ----------------- |
| Татаупа малий    | Crypturellus soui | Лише на Тринідаді |

## Гусеподібні(Anseriformes)

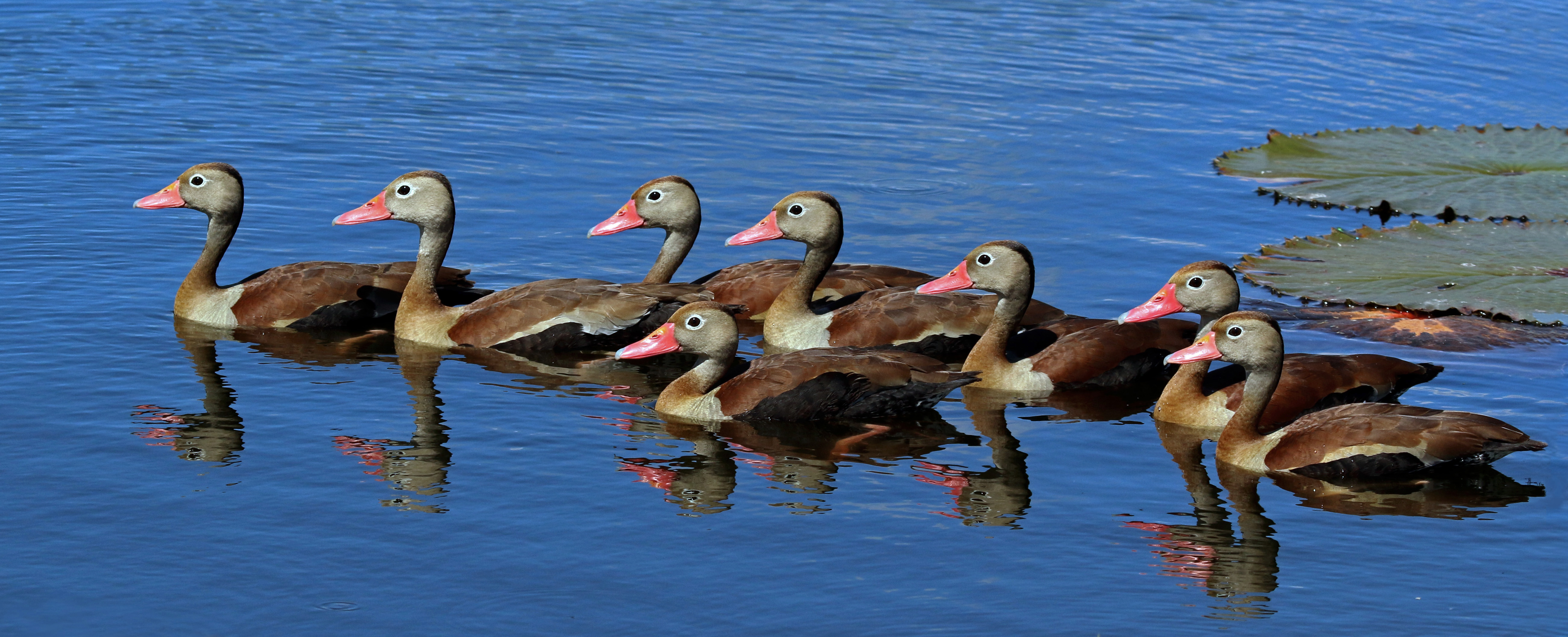
Свистачі червонодзьобі, Тобаго

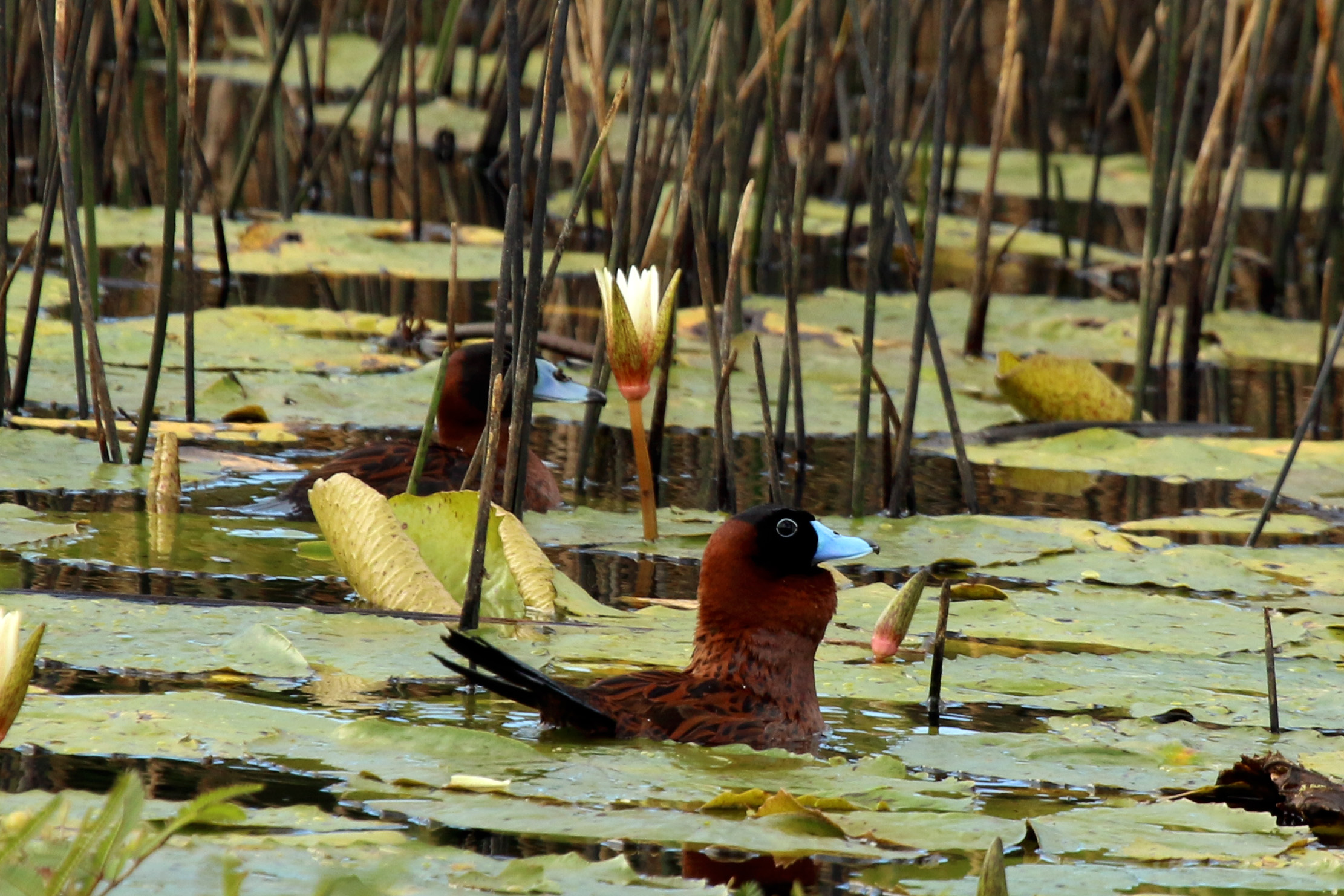
Савка маскова, Тобаго

Родина: Паламедеєві (Anhimidae)
| Українська назва | Біноміальна назва | Примітки |
| ---------------- | ----------------- | -------- |
| Паламедея        | Anhima cornuta    | знищений |

Родина: Качкові (Anatidae)
| Українська назва       | Біноміальна назва      | Примітки                     |
| ---------------------- | ---------------------- | ---------------------------- |
| Свистач рудий          | Dendrocygna bicolor    | Лише на Тринідаді            |
| Свистач білоголовий    | Dendrocygna viduata    | Лише на Тринідаді            |
| Свистач червонодзьобий | Dendrocygna autumnalis |                              |
| Качка мускусна         | Cairina moschata       | Лише на Тринідаді — бродячий |
| Качка американська     | Sarkidiornis sylvicola | Лише на Тринідаді — бродячий |
| Широконіска північна   | Spatula clypeata       | бродячий                     |
| Чирянка блакитнокрила  | Spatula discors        |                              |
| Свищ євразійський      | Mareca penelope        | Лише на Тобаго — бродячий    |
| Свищ американський     | Mareca americana       | Лише на Тобаго — бродячий    |
| Шилохвіст білощокий    | Anas bahamensis        |                              |
| Шилохвіст північний    | Anas acuta             | бродячий                     |
| Чирянка американська   | Anas carolinensis      | бродячий                     |
| Чернь червоноока       | Netta erythrophthalma  | Лише на Тринідаді — бродячий |
| Чернь канадська        | Aythya collaris        | бродячий                     |
| Чернь американська     | Aythya affinis         | бродячий                     |
| Савка маскова          | Nomonyx dominicus      |                              |

## Куроподібні(Galliformes)
Родина: Краксові (Cracidae)
| Українська назва         | Біноміальна назва | Примітки          |
| ------------------------ | ----------------- | ----------------- |
| Абурі-крикун синьогорлий | Aburria pipile    | Ендемік Тринідаду |
| Чачалака рудогуза        | Ortalis ruficauda | Лише на Тобаго    |

## Фламінгоподібні(Phoenicopteriformes)
Родина: Фламінгові (Phoenicopteridae)
| Українська назва  | Біноміальна назва    | Примітки          |
| ----------------- | -------------------- | ----------------- |
| Фламінго червоний | Phoenicopterus ruber | Лише на Тринідаді |

## Пірникозоподібні(Podicipediformes)
Родина: Пірникозові (Podicipedidae)
| Українська назва        | Біноміальна назва     | Примітки |
| ----------------------- | --------------------- | -------- |
| Пірникоза домініканська | Tachybaptus dominicus |          |
| Пірникоза рябодзьоба    | Podilymbus podiceps   |          |

## Голубоподібні
Order: Columbiformes   Family: Columbidae
Pigeons and doves are stout-bodied birds with short necks and short slender bills with a fleshy cere.
| Українська назва          | Біноміальна назва       | Примітки                        |
| ------------------------- | ----------------------- | ------------------------------- |
| Голуб сизий               | Columba livia           | Інтродукований                  |
| Голуб строкатий           | Patagioenas speciosa    | Лише на Тринідаді               |
| Голуб пурпуровошиїй       | Patagioenas squamosa    | Лише на Тобаго та Малому Тобаго |
| Голуб каліфорнійський     | Patagioenas fasciata    | Лише на Тринідаді — знищений    |
| Голуб рожевошиїй          | Patagioenas cayennensis |                                 |
| Голубок бурий             | Geotrygon montana       | Лише на Тринідаді               |
| Горличка білолоба         | Leptotila verreauxi     |                                 |
| Горличка сіроголова       | Leptotila rufaxilla     | Лише на Тринідаді               |
| Голубок колумбійський     | Zentrygon linearis      | Лише на Тринідаді               |
|                           | Zenaida auriculata      |                                 |
| Талпакоті сірий           | Claravis pretiosa       | Лише на Тринідаді               |
| Талпакоті строкатоголовий | Columbina passerina     | Лише на Тринідаді               |
| Талпакоті малий           | Columbina minuta        | Лише на Тринідаді               |
| Талпакоті коричневий      | Columbina talpacoti     |                                 |
| Горличка-інка бразильська | Columbina squammata     | Лише на Тринідаді               |

## Зозулеподібні(Cuculiformes)

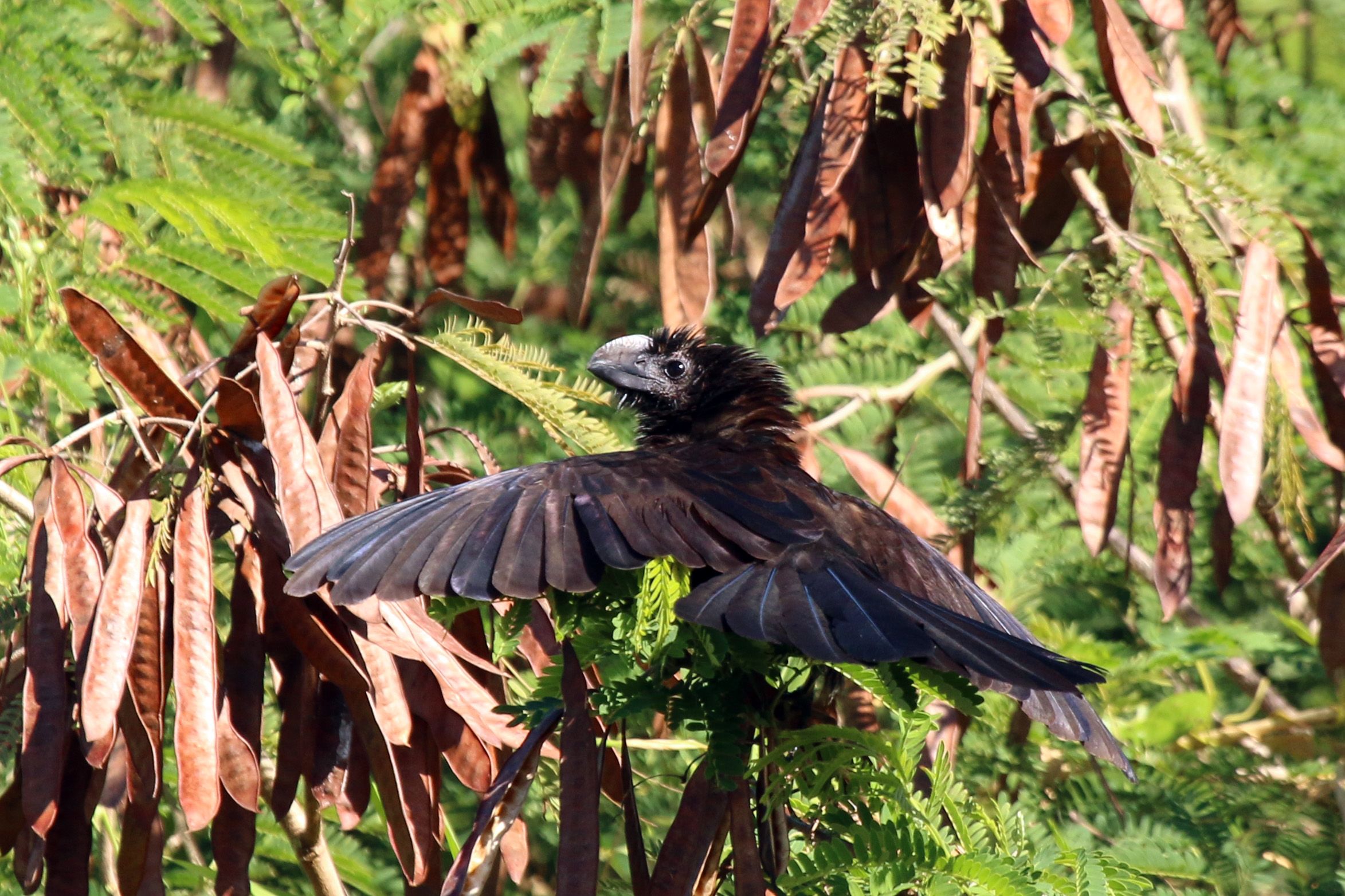
Ані товстодзьобий, Тобаго

Родина: Зозулеві (Cuculidae)
| Українська назва     | Біноміальна назва        | Примітки                     |
| -------------------- | ------------------------ | ---------------------------- |
| Ані великий          | Crotophaga major         | Лише на Тринідаді            |
| Ані товстодзьобий    | Crotophaga ani           |                              |
| Тахете               | Tapera naevia            | Лише на Тринідаді            |
| Піая мала            | Coccycua minuta          | Лише на Тринідаді            |
| Кукліло карликовий   | Coccycua pumila          | Лише на Тринідаді — бродячий |
| Піая велика          | Piaya cayana             | Лише на Тринідаді            |
| Кукліло бурий        | Coccyzus melacoryphus    | Лише на Тринідаді — бродячий |
| Кукліло північний    | Coccyzus americanus      |                              |
| Кукліло мангровий    | Coccyzus minor           |                              |
| Кукліло чорнодзьобий | Coccyzus erythropthalmus | Лише на Тринідаді — бродячий |

## Дрімлюгоподібні(Caprimulgiformes)

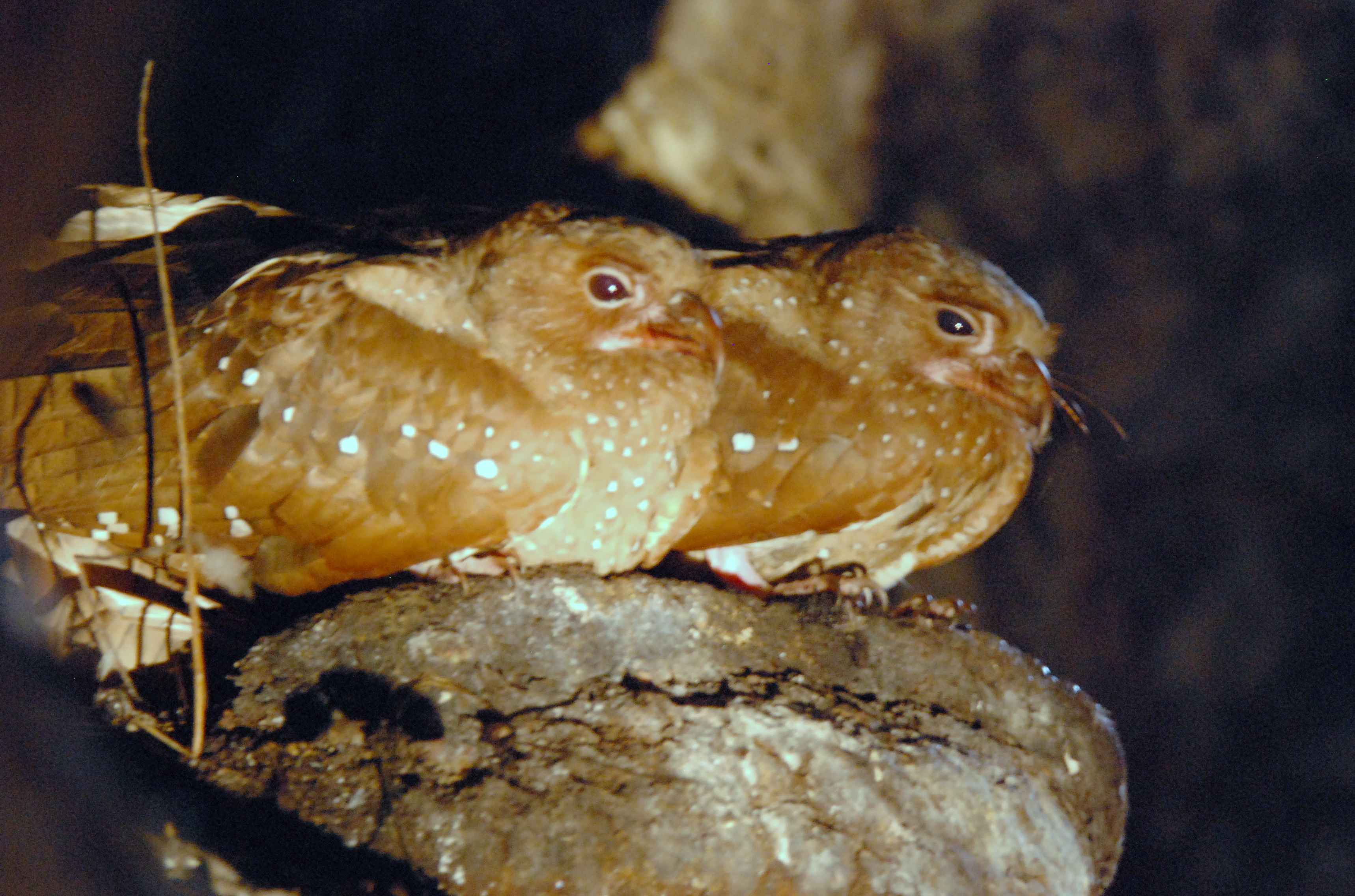
Гуахаро, Тринідад

Родина: Гуахарові (Steatornithidae)
| Українська назва | Біноміальна назва     | Примітки          |
| ---------------- | --------------------- | ----------------- |
| Гуахаро          | Steatornis caripensis | Лише на Тринідаді |

Родина: Потуєві (Nyctibiidae)
| Українська назва | Біноміальна назва | Примітки |
| ---------------- | ----------------- | -------- |
| Поту малий       | Nyctibius griseus |          |

Родина: Дрімлюгові (Caprimulgidae)
| Українська назва        | Біноміальна назва       | Примітки                                   |
| ----------------------- | ----------------------- | ------------------------------------------ |
| Накунда                 | Chordeiles nacunda      | Лише на Тринідаді                          |
| Анаперо малий           | Chordeiles acutipennis  | Поширений на Тринідаді, бродячий на Тобаго |
| Анаперо віргінський     | Chordeiles minor        |                                            |
| Анаперо-довгокрил бурий | Lurocalis semitorquatus | Лише на Тринідаді                          |
| Пораке рудощокий        | Nyctidromus albicollis  | Лише на Тринідаді                          |
| Дрімлюга білохвостий    | Hydropsalis cayennensis |                                            |
| Дрімлюга рудий          | Antrostomus rufus       | Лише на Тринідаді                          |

## Серпокрильцеподібні(Apodiformes)

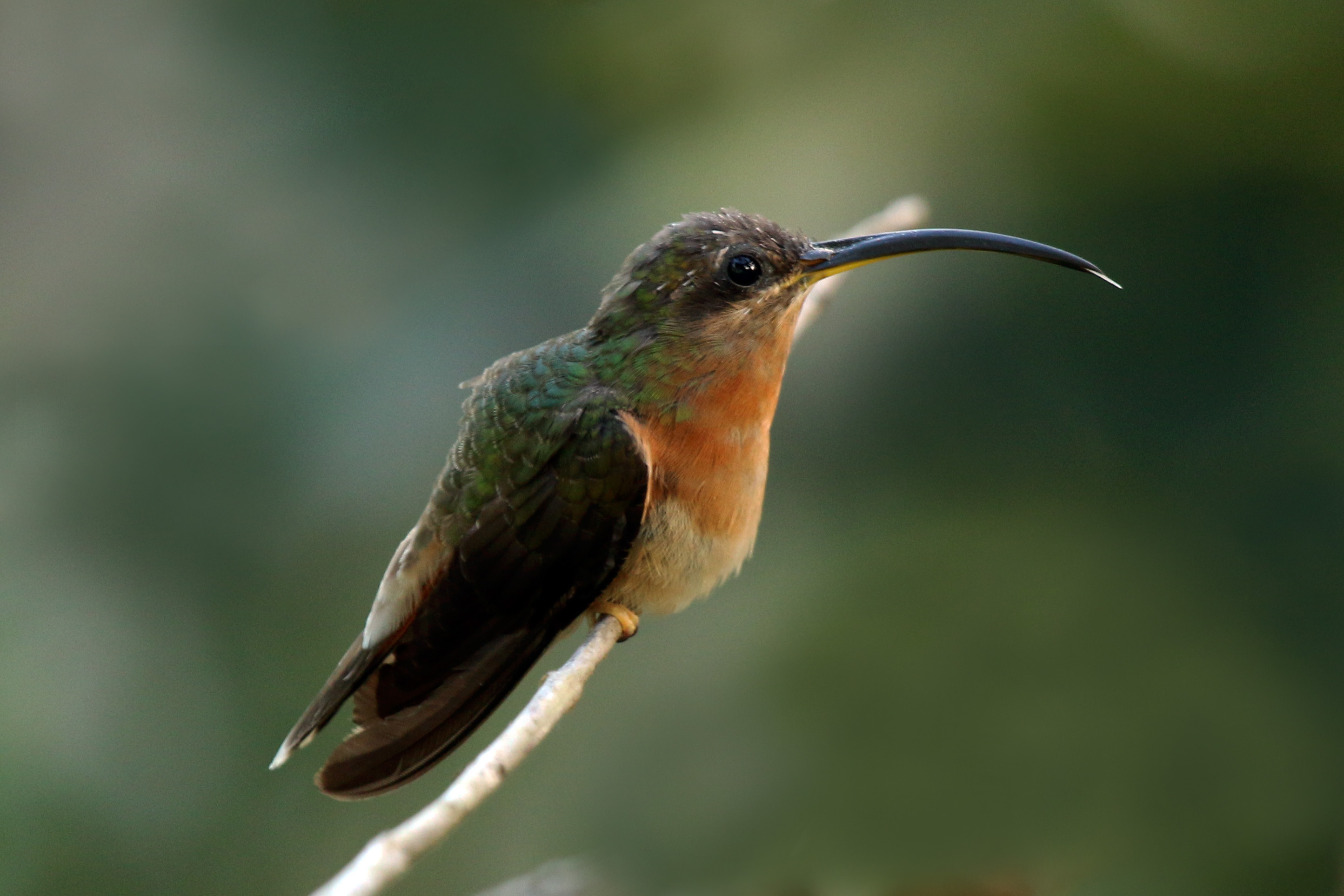
Ерміт-самітник бразильський, Тобаго

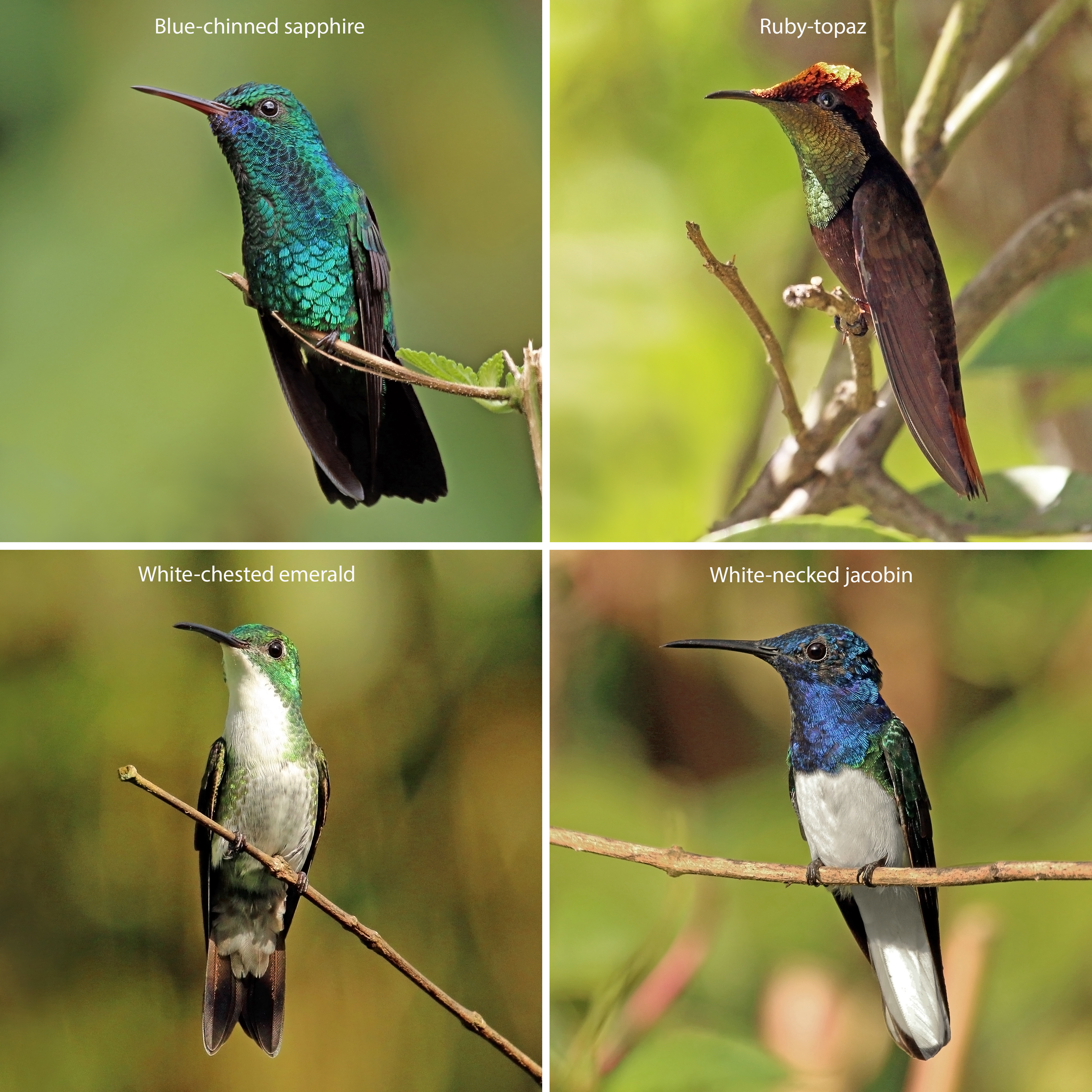
Колібрі Тринідаду і Тобаго

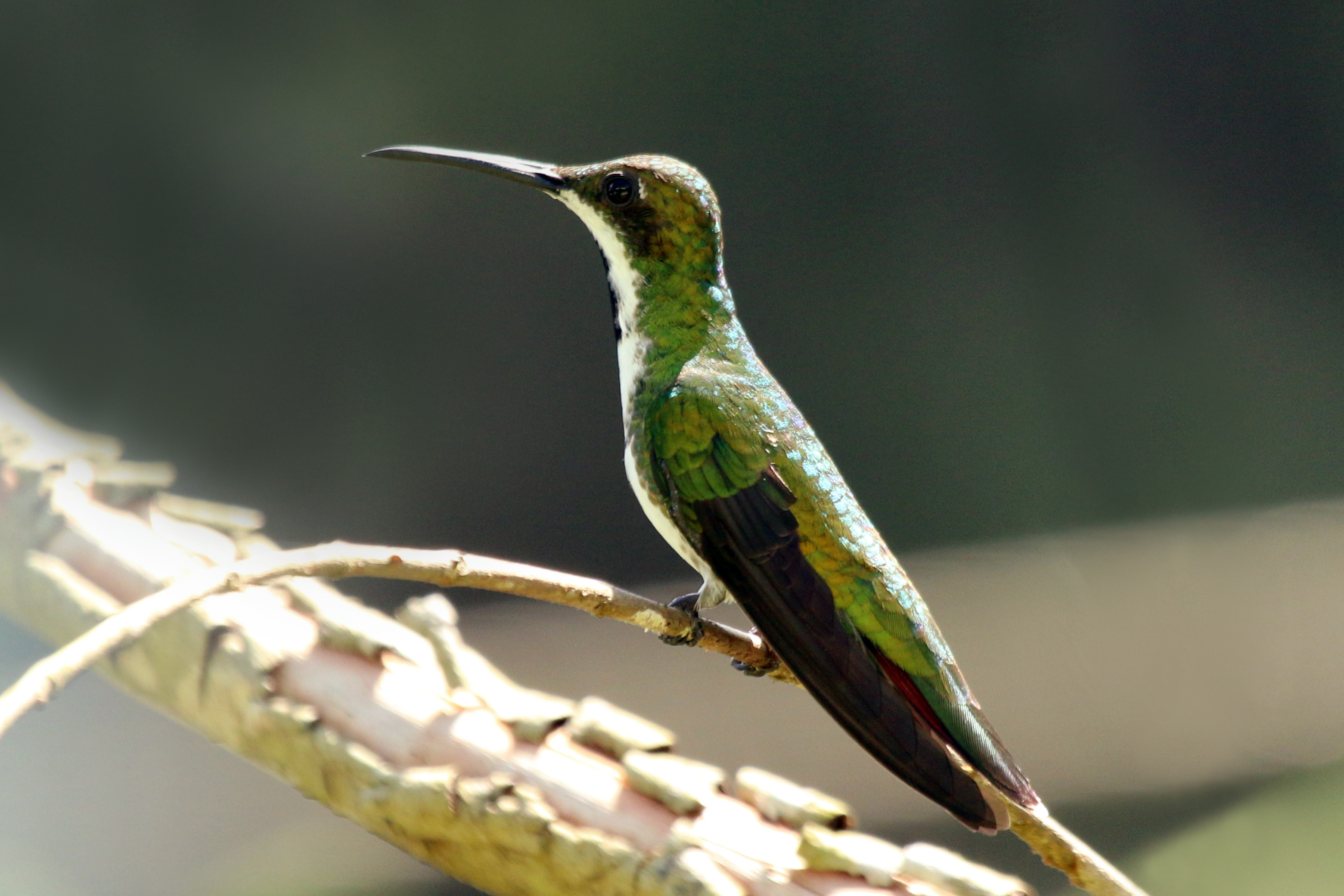
Колібрі-манго чорногорлий, Тобаго

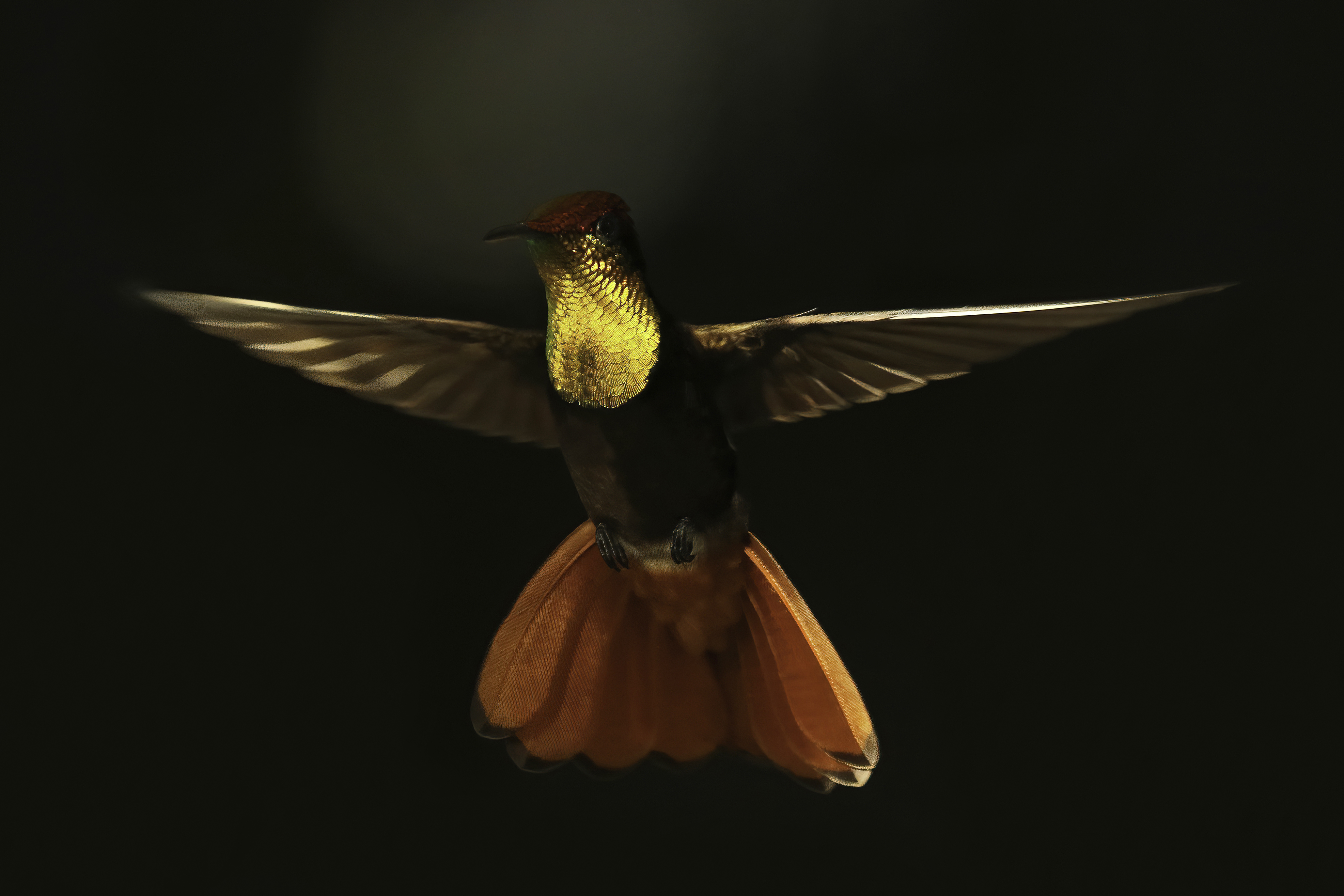
Колібрі-рубін, Тобаго

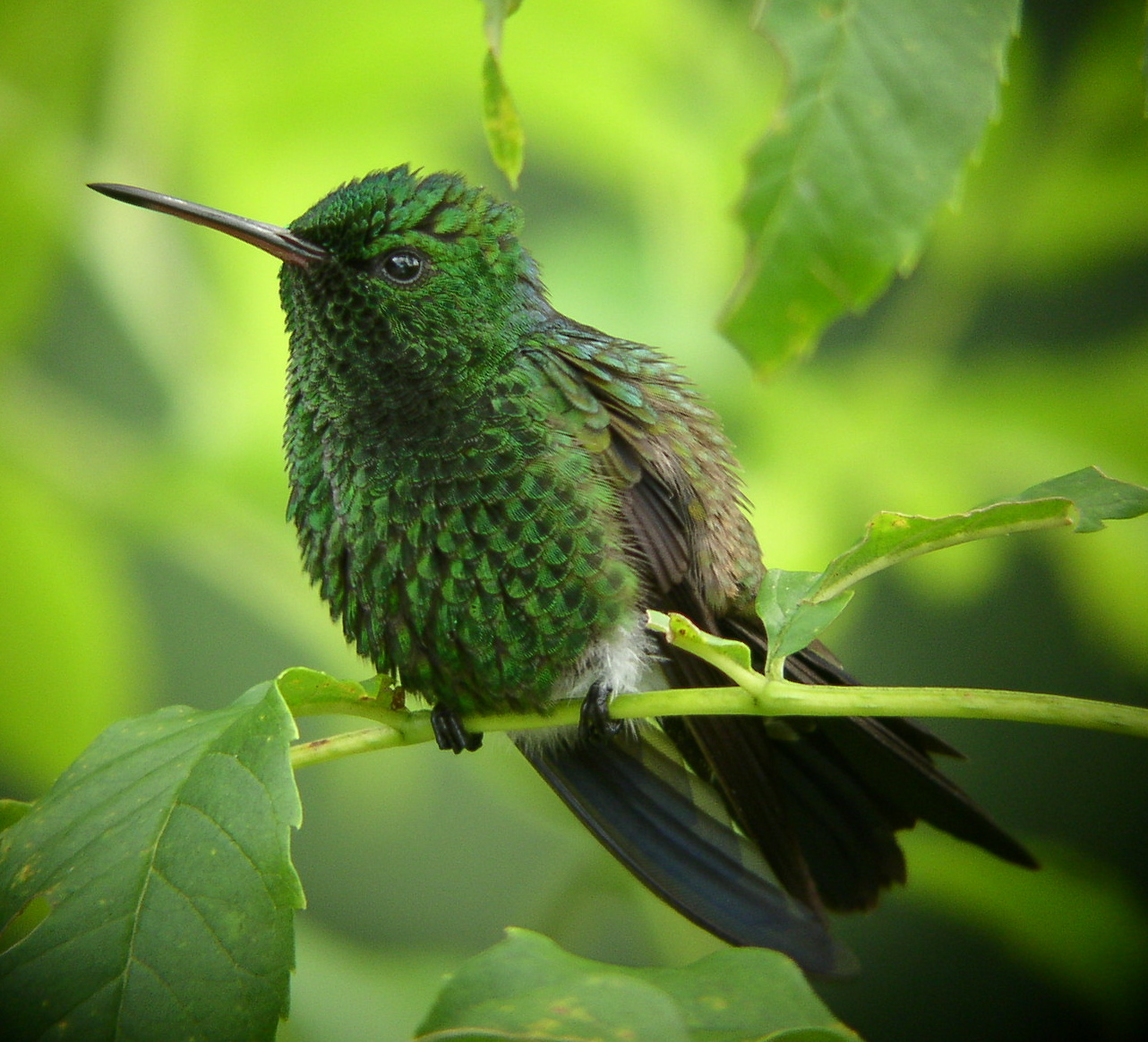
Амазилія-берил тобазька, Тринідад

Родина: Серпокрильцеві (Apodidae)
| Українська назва                   | Біноміальна назва       | Примітки                                   |
| ---------------------------------- | ----------------------- | ------------------------------------------ |
| Свіфт рудошиїй                     | Cypseloides rutilus     | Лише на Тринідаді                          |
| Свіфт болівійський                 | Streptoprocne zonaris   | Поширений на Тринідаді, бродячий на Тобаго |
| Голкохвіст сірогузий               | Chaetura cinereiventris |                                            |
| Голкохвіст анапайський             | Chaetura spinicaudus    | Лише на Тринідаді                          |
| Голкохвіст сірочеревий             | Chaetura vauxi          | бродячий                                   |
| Голкохвіст колумбійський           | Chaetura chapmani       | Лише на Тринідаді                          |
| Голкохвіст вохристогузий           | Chaetura brachyura      |                                            |
| Серпокрилець-крихітка неотропічний | Tachornis squamata      |                                            |
| Серпокрилець-вилохвіст малий       | Panyptila cayennensis   | Лише на Тринідаді                          |

Родина: Колібрієві (Trochilidae) 
| Українська назва               | Біноміальна назва              | Примітки                                   |
| ------------------------------ | ------------------------------ | ------------------------------------------ |
| Колібрі-якобін синьоголовий    | Florisuga mellivora mellivora  |                                            |
| Ерміт-самітник бразильський    | Glaucis hirsutus insularum     |                                            |
| Ерміт тринідадський            | Phaethornis longuemareus       | Лише на Тринідаді                          |
| Ерміт зелений                  | Phaethornis guy                | Лише на Тринідаді                          |
| Колібрі бурий                  | Colibri delphinae              | Поширений на Тринідаді, бродячий на Тобаго |
| Колібрі-зеленохвіст золотистий | Polytmus guainumbi             | Лише на Тринідаді                          |
| Колібрі-рубін                  | Chrysolampis mosquitus         |                                            |
| Колібрі-манго зеленогорлий     | Anthracothorax viridigula      | Лише на Тринідаді                          |
| Колібрі-манго чорногорлий      | Anthracothorax nigricollis     |                                            |
| Колібрі-кокетка золотовусий    | Lophornis ornatus              | Лише на Тринідаді                          |
| Колібрі-ангел синьоголовий     | Heliomaster longirostris       | Лише на Тринідаді                          |
| Колібрі-іскринка тринідадський | Chaetocercus jourdanii         | Лише на Тринідаді — бродячий               |
| Колібрі-аметист білочеревий    | Calliphlox amethystina         | Лише на Тринідаді — бродячий               |
| Колібрі-смарагд синьохвостий   | Chlorostilbon mellisugus       | Лише на Тринідаді                          |
| Колібрі-шаблекрил білохвостий  | Campylopterus ensipennis       | Лише на Тобаго                             |
| Амазилія-берил тобазька        | Saucerottia tobaci erythronota | Тринідадський підвид                       |
| Амазилія-берил тобазька        | Saucerottia tobaci             | Тобазький підвид                           |
| Агиртрія білогорла             | Chrysuronia brevirostris       | Лише на Тринідаді                          |
| Колібрі-смарагд синьогорлий    | Chlorestes notata              | Поширений на Тринідаді, бродячий на Тобаго |

## Журавлеподібні(Gruiformes)
Родина: Арамові (Aramidae)
| Українська назва | Біноміальна назва | Примітки          |
| ---------------- | ----------------- | ----------------- |
| Арама            | Aramus guarauna   | Лише на Тринідаді |

Родина: Пастушкові (Rallidae)
| Name                       | Binomial                 | Status                                     |
| -------------------------- | ------------------------ | ------------------------------------------ |
| Пастушок-тріскунець        | Rallus longirostris      | Лише на Тринідаді                          |
| Султанка американська      | Porphyrio martinica      |                                            |
| Султанка жовтодзьоба       | Porphyrio flavirostris   | Поширений на Тринідаді, бродячий на Тобаго |
| Погонич амазонійський      | Laterallus exilis        | Лише на Тринідаді                          |
| Погонич попелястий         | Mustelirallus albicollis | Лише на Тринідаді — знищений               |
| Пастушок золотодзьобий     | Mustelirallus erythrops  | Лише на Тринідаді — бродячий               |
| Пастушок строкатий         | Pardirallus maculatus    | Лише на Тринідаді — бродячий               |
| Пастушок сірошиїй          | Aramides cajaneus        | Лише на Тринідаді                          |
| Пастушок гвіанський        | Aramides axillaris       | Лише на Тринідаді                          |
|                            | Haplocrex flaviventer    | Поширений на Тринідаді, бродячий на Тобаго |
| Погонич каролінський       | Porzana carolina         |                                            |
| Курочка латиноамериканська | Gallinula galeata        |                                            |
| Лиска американська         | Fulica americana         | бродячий                                   |

Родина: Лапчастоногові (Heliornithidae)
| Українська назва         | Біноміальна назва | Примітки                     |
| ------------------------ | ----------------- | ---------------------------- |
| Лапчастоніг неотропічний | Heliornis fulica  | Лише на Тринідаді — бродячий |

## Сивкоподібні(Charadriiformes)
Родина: Сивкові (Charadriidae)
| Українська назва       | Біноміальна назва       | Примітки                                   |
| ---------------------- | ----------------------- | ------------------------------------------ |
| Сивка американська     | Pluvialis dominica      |                                            |
| Сивка морська          | Pluvialis squatarola    |                                            |
| Чайка каєнська         | Vanellus cayanus        | Лише на Тринідаді — бродячий               |
| Чайка чилійська        | Vanellus chilensis      |                                            |
| Пісочник крикливий     | Charadrius vociferus    | бродячий                                   |
| Пісочник канадський    | Charadrius semipalmatus |                                            |
| Пісочник довгодзьобий  | Charadrius wilsonia     | Лише на Тринідаді                          |
| Пісочник пампасовий    | Charadrius collaris     | Поширений на Тринідаді, бродячий на Тобаго |
| Пісочник американський | Charadrius nivosus      | Лише на Тобаго — бродячий                  |

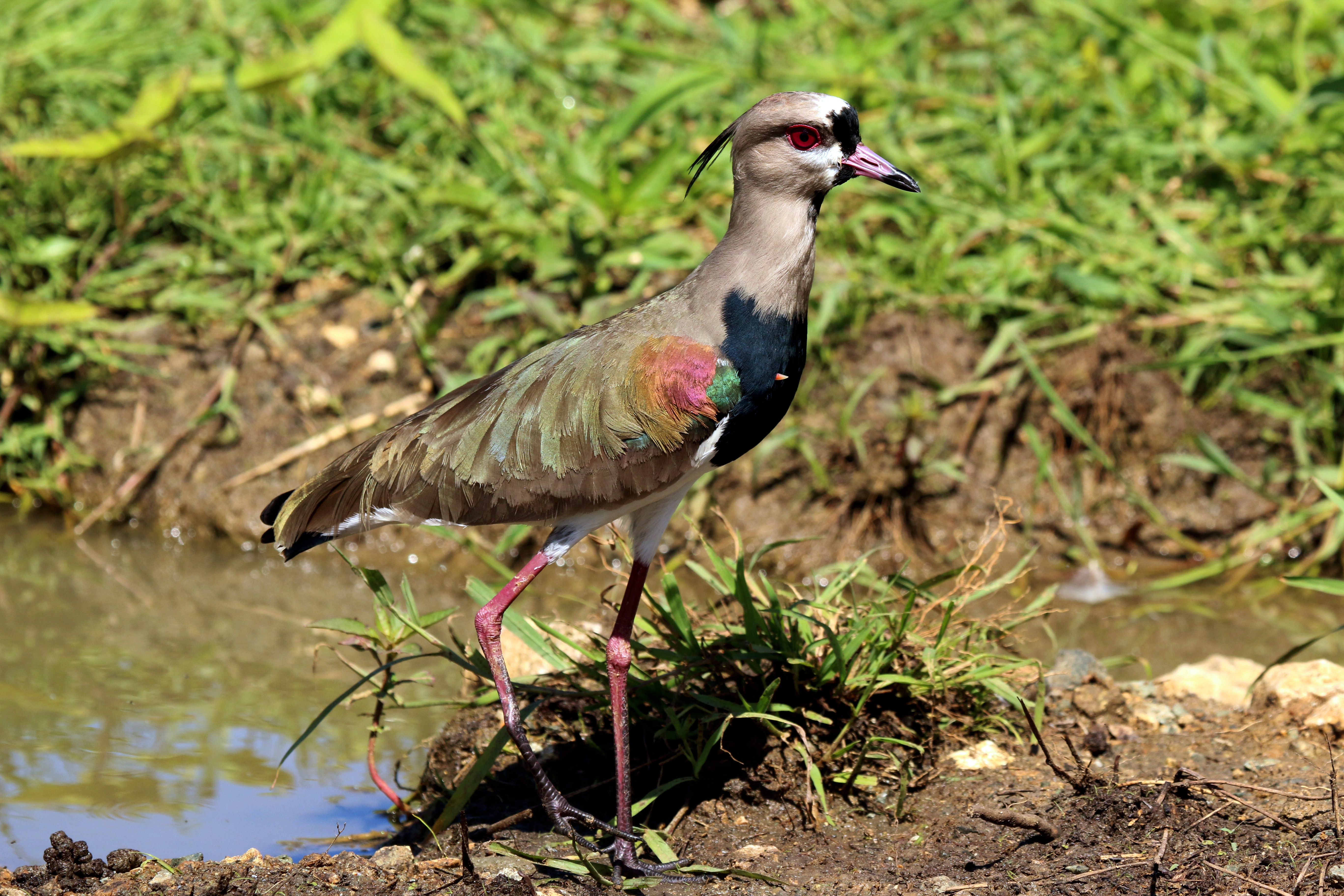
Чайка чилійська, Тобаго

Родина: Куликосорокові (Haematopodidae)
| Українська назва           | Біноміальна назва    | Примітки |
| -------------------------- | -------------------- | -------- |
| Кулик-сорока американський | Haematopus palliatus | бродячий |

Родина: Чоботарові (Recurvirostridae)
| Українська назва      | Біноміальна назва       | Примітки                                   |
| --------------------- | ----------------------- | ------------------------------------------ |
|                       | Himantopus mexicanus    | Поширений на Тринідаді, бродячий на Тобаго |
| Чоботар американський | Recurvirostra americana | Лише на Тобаго — бродячий                  |

Родина: Лежневі (Burhinidae)
| Українська назва     | Біноміальна назва   | Примітки |
| -------------------- | ------------------- | -------- |
| Лежень американський | Burhinus bistriatus | бродячий |

Родина: Баранцеві (Scolopacidae)
| Українська назва         | Біноміальна назва            | Примітки                     |
| ------------------------ | ---------------------------- | ---------------------------- |
| Бартрамія                | Bartramia longicauda         |                              |
| Кульон ескімоський       | Numenius borealis            | імовірно знищений            |
| Кульон гудзонський       | Numenius hudsonicus          |                              |
| Кульон американський     | Numenius americanus          | Лише на Тобаго — бродячий    |
| Грицик великий           | Limosa limosa                | Лише на Тринідаді — бродячий |
| Грицик канадський        | Limosa haemastica            | Лише на Тринідаді            |
| Грицик чорнохвостий      | Limosa fedoa                 | Лише на Тринідаді — бродячий |
| Крем'яшник звичайний     | Arenaria interpres morinella |                              |
| Побережник ісландський   | Calidris canutus             | Лише на Тринідаді            |
| Брижач                   | Calidris pugnax              | бродячий                     |
| Побережник довгоногий    | Calidris himantopus          |                              |
| Побережник червоногрудий | Calidris ferruginea          | Лише на Тринідаді — бродячий |
| Побережник білий         | Calidris alba                |                              |
| Побережник канадський    | Calidris bairdii             | Лише на Тринідаді — бродячий |
| Побережник-крихітка      | Calidris minutilla           |                              |
| Побережник білогрудий    | Calidris fuscicollis         |                              |
| Жовтоволик               | Calidris subruficollis       |                              |
| Побережник арктичний     | Calidris melanotos           |                              |
| Побережник тундровий     | Calidris pusilla             |                              |
| Побережник аляскинський  | Calidris mauri               |                              |
| Неголь короткодзьобий    | Limnodromus griseus          |                              |
|                          | Gallinago delicata           |                              |
| Баранець неотропічний    | Gallinago paraguaiae         | Лише на Тринідаді            |
| Плавунець довгодзьобий   | Phalaropus tricolor          | бродячий                     |
| Мородунка                | Xenus cinereus               | Лише на Тринідаді — бродячий |
| Набережник плямистий     | Actitis macularius           |                              |
| Коловодник малий         | Tringa solitaria             |                              |
| Коловодник великий       | Tringa nebularia             | бродячий                     |
| Коловодник строкатий     | Tringa melanoleuca           |                              |
| Коловодник американський | Tringa semipalmata           |                              |
| Коловодник жовтоногий    | Tringa flavipes              |                              |
| Коловодник болотяний     | Tringa glareola              | Лише на Тобаго — бродячий    |

Родина: Яканові (Jacanidae)
| Українська назва  | Біноміальна назва | Примітки |
| ----------------- | ----------------- | -------- |
| Якана червонолоба | Jacana jacana     |          |

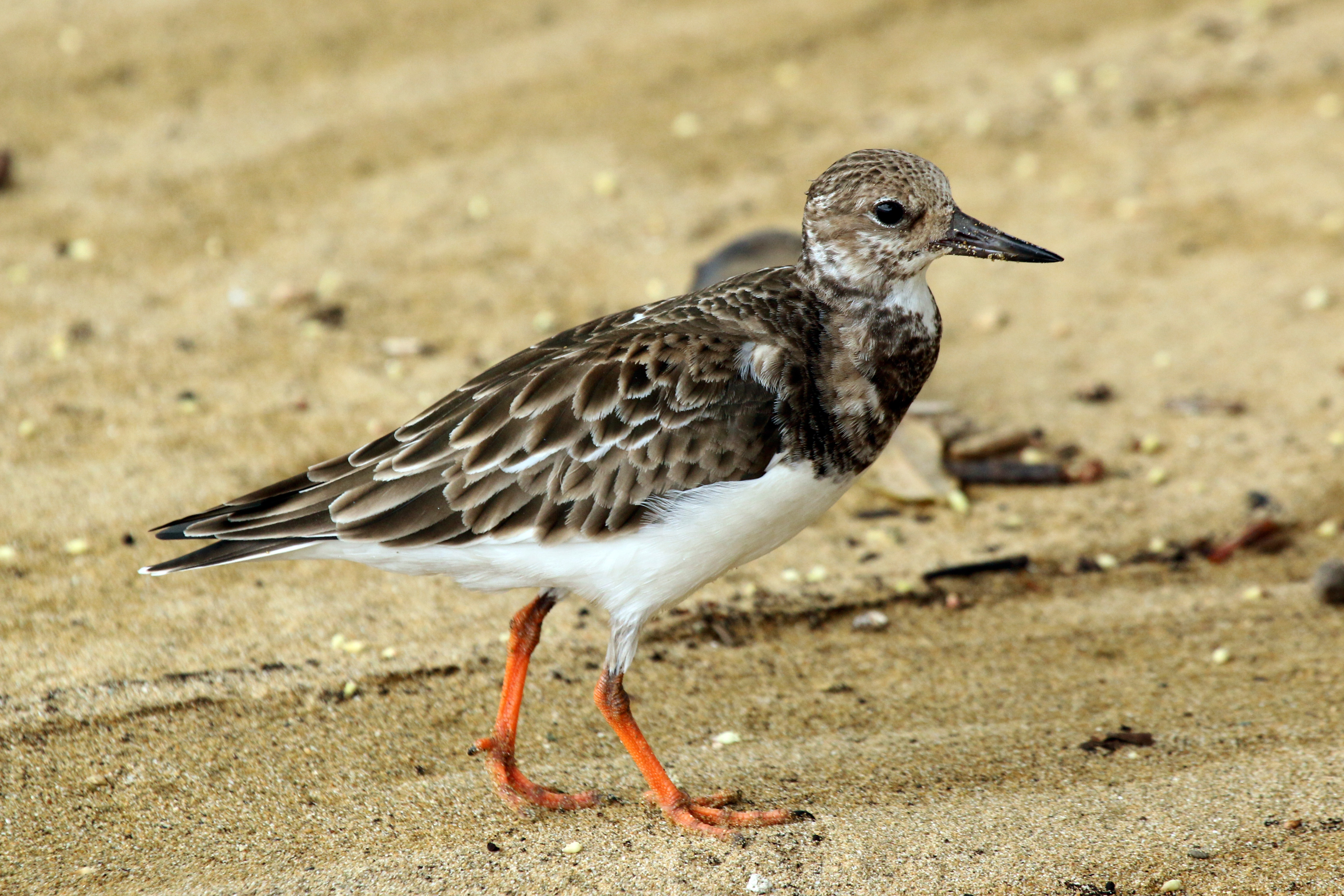
Крем'яшник звичайний, Тобаго

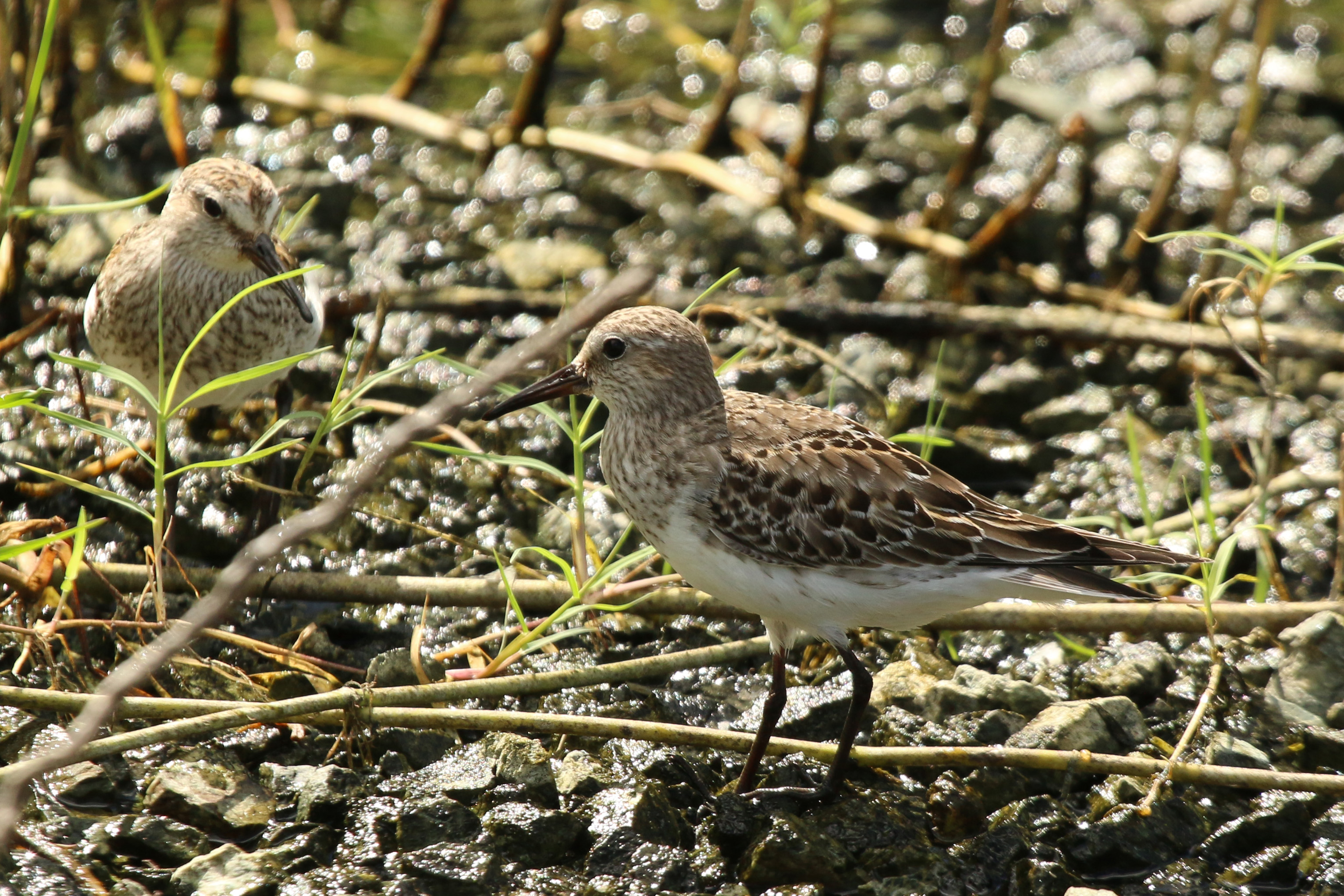
Побережник білогрудий, Тобаго

Родина: Поморникові (Stercorariidae)
| Українська назва        | Біноміальна назва        | Примітки                     |
| ----------------------- | ------------------------ | ---------------------------- |
| Поморник антарктичний   | Stercorarius maccormicki | Лише на Тринідаді — бродячий |
| Поморник середній       | Stercorarius pomarinus   | Лише на Тринідаді — бродячий |
| Поморник короткохвостий | Stercorarius parasiticus | Лише на Тринідаді — бродячий |

Родина: Мартинові (Laridae)
| Українська назва      | Біноміальна назва          | Примітки                                   |
| --------------------- | -------------------------- | ------------------------------------------ |
| Мартин трипалий       | Rissa tridactyla           | бродячий                                   |
| Мартин вилохвостий    | Xema sabini                | Лише на Тринідаді — бродячий               |
| Мартин звичайний      | Chroicocephalus ridibundus | бродячий                                   |
|                       | Leucophaeus atricilla      |                                            |
| Мартин ставковий      | Leucophaeus pipixcan       | Лише на Тринідаді                          |
| Мартин сіроногий      | Ichthyaetus audouinii      | Лише на Тринідаді — бродячий               |
| Мартин делаверський   | Larus delawarensis         | Лише на Тринідаді — бродячий               |
| Мартин морський       | Larus marinus              | Лише на Тринідаді — бродячий               |
| Мартин домініканський | Larus dominicanus          | Лише на Тринідаді — бродячий               |
| Мартин чорнокрилий    | Larus fuscus               | Поширений на Тринідаді, бродячий на Тобаго |
| Мартин американський  | Larus smithsonianus        | бродячий                                   |
| Крячок бурий          | Anous stolidus             |                                            |
| Крячок білий          | Gygis alba                 | Лише на Тобаго — бродячий                  |
| Крячок строкатий      | Onychoprion fuscatus       |                                            |
| Крячок бурокрилий     | Onychoprion anaethetus     |                                            |
| Крячок карибський     | Sternula antillarum        |                                            |
| Крячок амазонський    | Sternula superciliaris     | Лише на Тринідаді                          |
| Крячок великодзьобий  | Phaetusa simplex           | Лише на Тринідаді                          |
| Крячок чорнодзьобий   | Gelochelidon nilotica      | Поширений на Тринідаді, бродячий на Тобаго |
| Крячок каспійський    | Hydroprogne caspia         | Лише на Тринідаді — бродячий               |
| Крячок чорний         | Chlidonias niger           | Лише на Тринідаді                          |
| Крячок річковий       | Sterna hirundo             |                                            |
| Крячок рожевий        | Sterna dougallii           |                                            |
| Крячок полярний       | Sterna paradisaea          | бродячий                                   |
| Крячок рябодзьобий    | Thalasseus sandvicensis    |                                            |
| Крячок королівський   | Thalasseus maxima          |                                            |
| Водоріз американський | Rynchops niger             |                                            |

## Фаетоноподібні(Phaethontiformes)

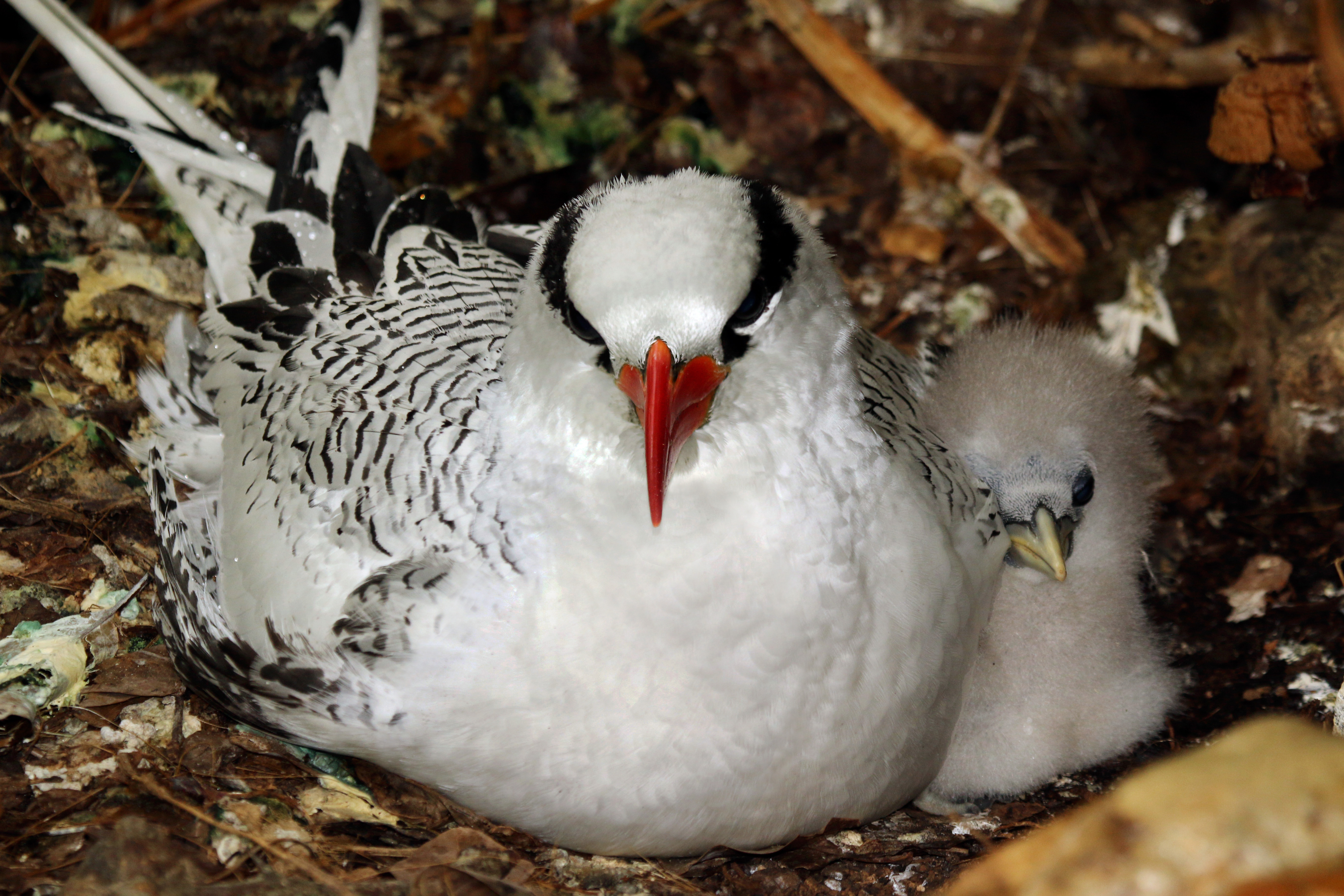
Фаетон червонодзьобий, Малий Тобаго

Родина: Фаетонові (Phaethontidae)
| Українська назва      | Біноміальна назва  | Примітки       |
| --------------------- | ------------------ | -------------- |
| Фаетон червонодзьобий | Phaethon aethereus |                |
| Фаетон білохвостий    | Phaethon lepturus  | Лише на Тобаго |

## Буревісникоподібні(Procellariiformes)
Родина: Океанникові (Oceanitidae)
| Українська назва  | Біноміальна назва   | Примітки |
| ----------------- | ------------------- | -------- |
| Океанник Вільсона | Oceanites oceanicus | бродячий |

Родина: Качуркові (Hydrobatidae)
| Українська назва | Біноміальна назва    | Примітки |
| ---------------- | -------------------- | -------- |
| Качурка північна | Hydrobates leucorhoa |          |

Родина: Буревісникові (Procellariidae)
| Українська назва            | Біноміальна назва     | Примітки                     |
| --------------------------- | --------------------- | ---------------------------- |
| Бульверія тонкодзьоба       | Bulweria bulwerii     | Лише на Тринідаді — бродячий |
|                             | Calonectris diomedea  | бродячий                     |
| Буревісник кабо-вердійський | Calonectris edwardsii | бродячий                     |
| Буревісник сивий            | Ardenna grisea        | Лише на Тринідаді — бродячий |
| Буревісник великий          | Ardenna gravis        | бродячий                     |
| Буревісник малий            | Puffinus puffinus     | Лише на Тринідаді — бродячий |
| Буревісник екваторіальний   | Puffinus lherminieri  | Лише на Малому Тобаго        |

## Лелекоподібні(Ciconiiformes)
Родина: Лелекові (Ciconiidae)
| Українська назва   | Біноміальна назва  | Примітки                     |
| ------------------ | ------------------ | ---------------------------- |
| Магуарі            | Ciconia maguari    | Лише на Тринідаді — бродячий |
| Ябіру неотропічний | Jabiru mycteria    | бродячий                     |
| Міктерія           | Mycteria americana | Лише на Тринідаді — бродячий |

## Сулоподібні(Suliformes)
Родина: Фрегатові (Fregatidae)
| Українська назва  | Біноміальна назва   | Примітки |
| ----------------- | ------------------- | -------- |
| Фрегат карибський | Fregata magnificens |          |

Родина: Сулові (Sulidae)
| Українська назва | Біноміальна назва | Примітки |
| ---------------- | ----------------- | -------- |
| Сула жовтодзьоба | Sula dactylatra   |          |
| Сула червононога | Sula sula         |          |
| Сула білочерева  | Sula leucogaster  |          |

Родина: Змієшийкові (Anhingidae)
| Українська назва       | Біноміальна назва | Примітки |
| ---------------------- | ----------------- | -------- |
| Змієшийка американська | Anhinga anhinga   |          |

Родина: Бакланові (Phalacrocoracidae)
| Українська назва    | Біноміальна назва         | Примітки |
| ------------------- | ------------------------- | -------- |
| Баклан бразильський | Phalacrocorax brasilianus |          |

## Пеліканоподібні(Pelecaniformes)

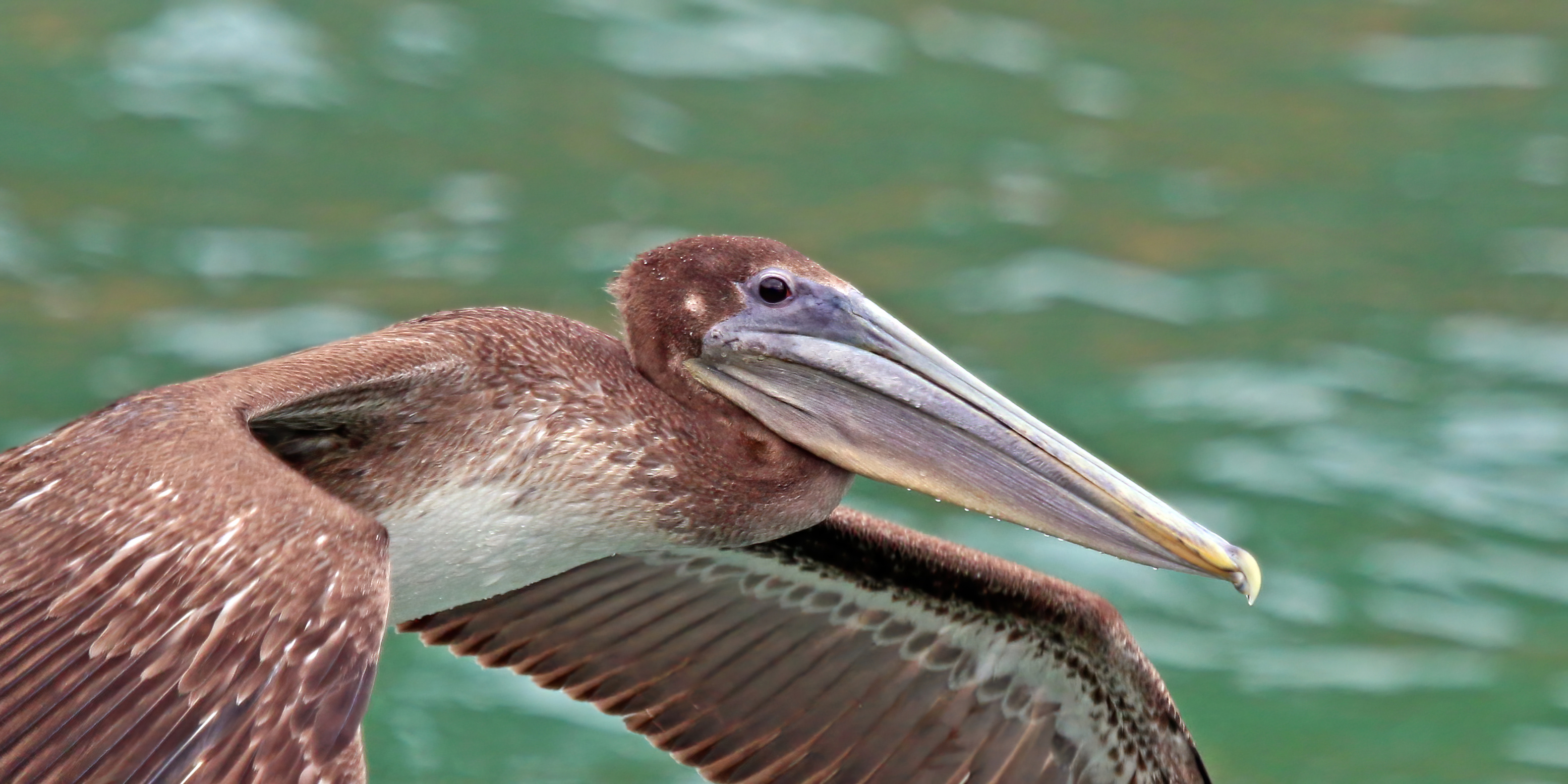
Молодий бурий пелікан, Тобаго

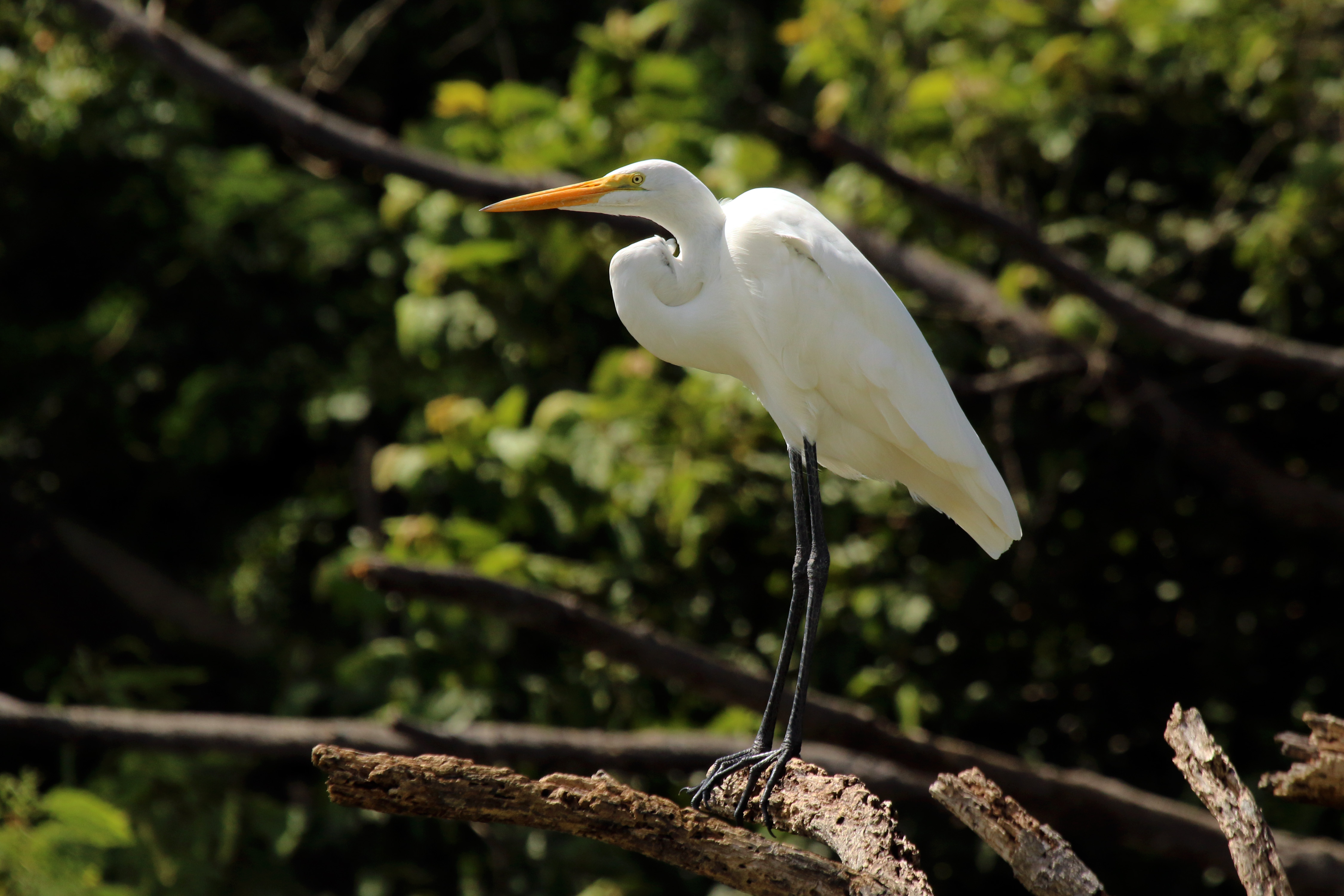
Чепура велика, Тобаго

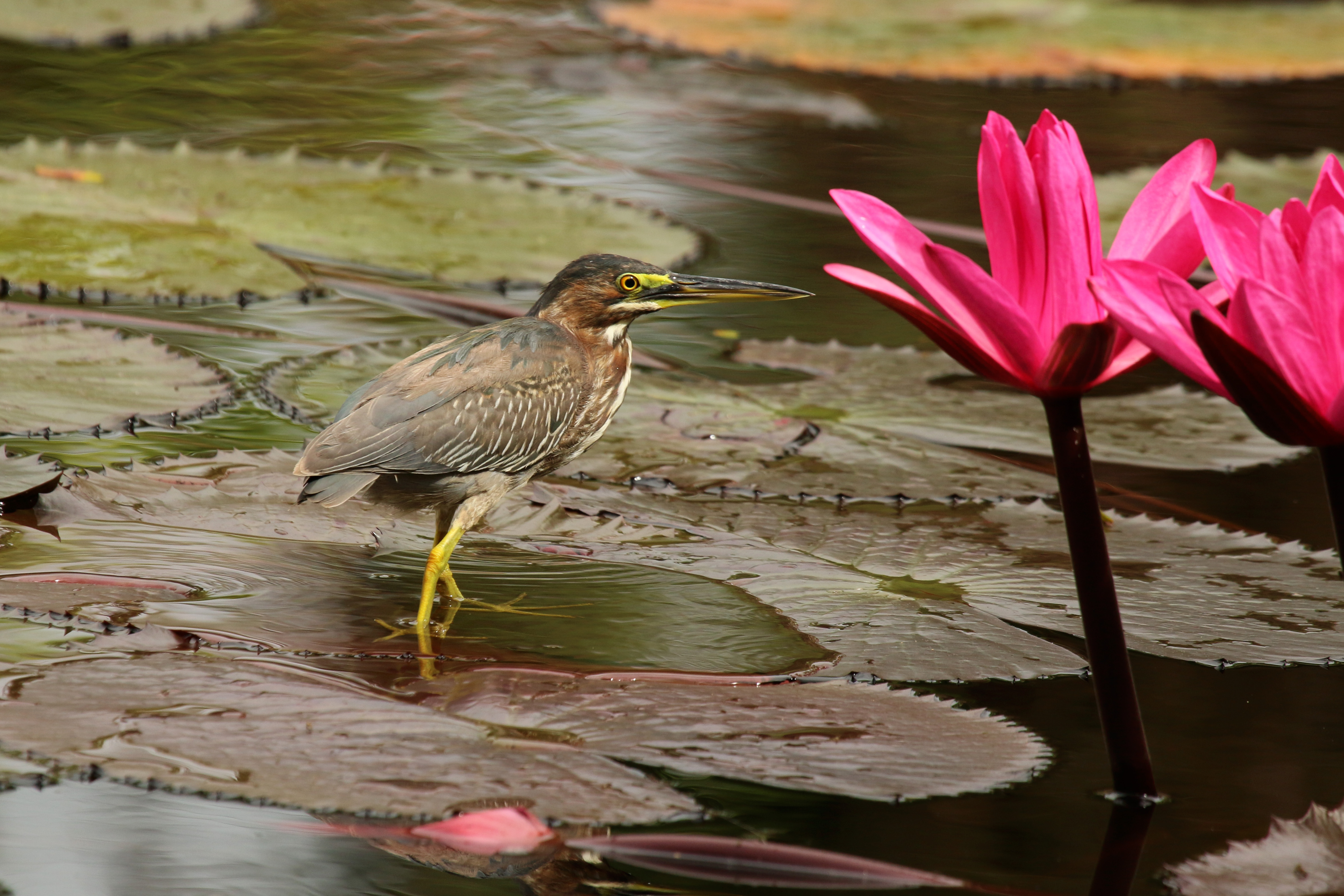
Чапля зелена, Тобаго

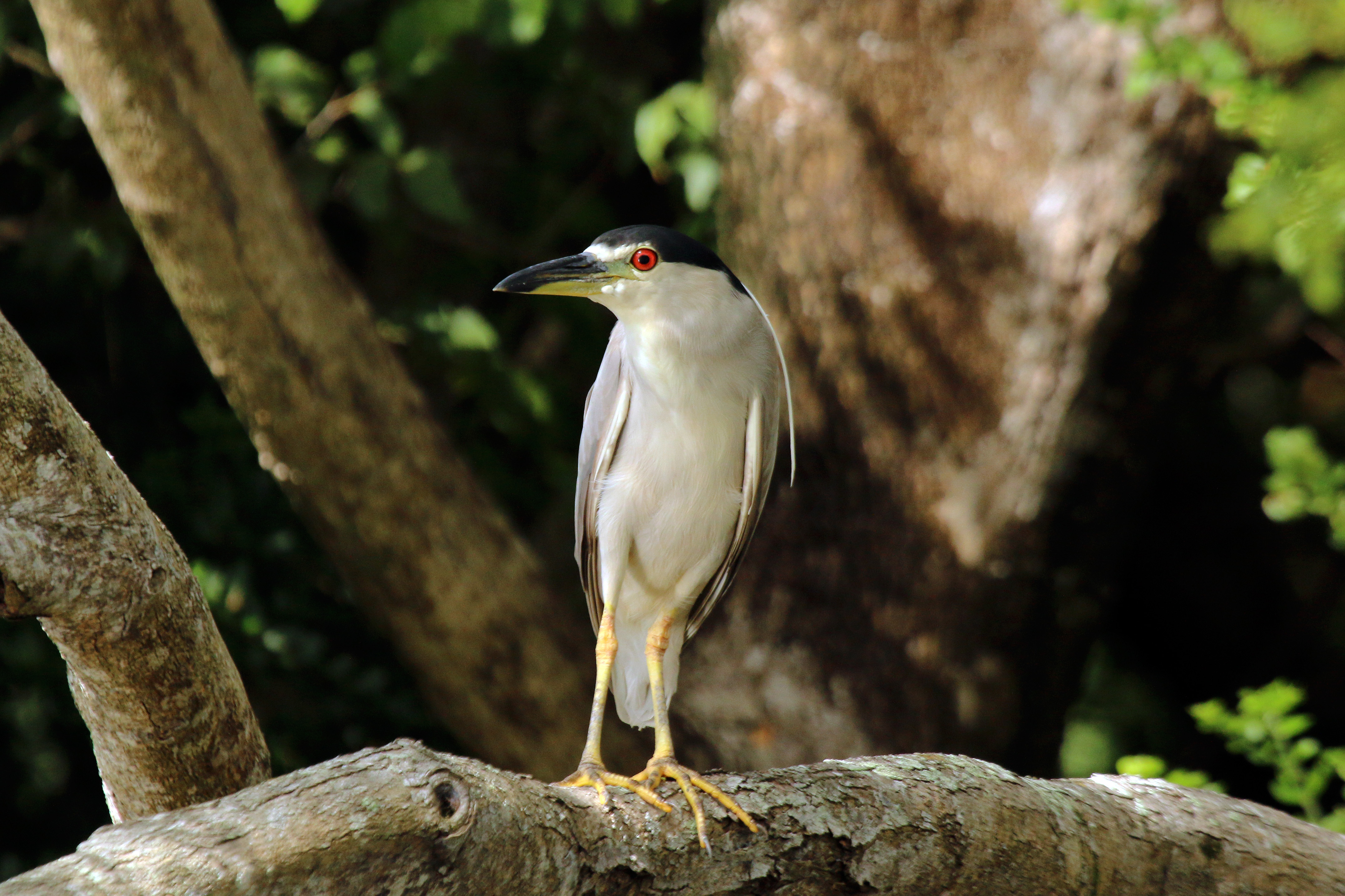
Квак звичайний, Тобаго

Родина: Пеліканові (Pelecanidae)
| Українська назва | Біноміальна назва      | Примітки |
| ---------------- | ---------------------- | -------- |
| Пелікан бурий    | Pelecanus occidentalis |          |

Родина: Чаплеві (Ardeidae)
| Українська назва       | Біноміальна назва             | Примітки                                   |
| ---------------------- | ----------------------------- | ------------------------------------------ |
| Бушля рудошия          | Tigrisoma lineatum            | Лише на Тринідаді                          |
| Бушля чорношия         | Tigrisoma fasciatum           | Лише на Тринідаді — бродячий               |
| Агамія                 | Agamia agami                  | Лише на Тринідаді — бродячий               |
| Квак широкодзьобий     | Cochlearius cochlearius       | Лише на Тринідаді                          |
| Бугай строкатий        | Botaurus pinnatus             | Лише на Тринідаді                          |
| Бугайчик американський | Ixobrychus exilis             | Лише на Тринідаді                          |
| Бугайчик аргентинський | Ixobrychus involucris         | Лише на Тринідаді                          |
| Квак звичайний         | Nycticorax nycticorax         |                                            |
| Квак чорногорлий       | Nyctanassa violacea           |                                            |
| Чапля зелена           | Butorides virescens virescens | Поширений на Тобаго, бродячий на Тринідаді |
| Чапля мангрова         | Butorides striata             | Лише на Тринідаді                          |
| Чапля жовта            | Ardeola ralloides             | бродячий                                   |
| Чапля єгипетська       | Bubulcus ibis                 |                                            |
| Чапля сіра             | Ardea cinerea                 | бродячий                                   |
| Чапля північна         | Ardea herodias                |                                            |
| Кокої                  | Ardea cocoi                   | Поширений на Тринідаді, бродячий на Тобаго |
| Чапля руда             | Ardea purpurea                | бродячий                                   |
| Чепура велика          | Ardea alba                    |                                            |
| Чапля-свистун          | Syrigma sibilatrix            | Лише на Тринідаді — бродячий               |
| Чапля неотропічна      | Pilherodius pileatus          | бродячий                                   |
| Чепура трибарвна       | Egretta tricolor              |                                            |
| Чепура рудошия         | Egretta rufescens             | бродячий                                   |
| Чапля рифова           | Egretta gularis               | Лише на Тринідаді — бродячий               |
| Чепура мала            | Egretta garzetta              |                                            |
| Чепура американська    | Egretta thula                 |                                            |
| Чепура блакитна        | Egretta caerulea              |                                            |

Родина: Ібісові (Threskiornithidae)
| Українська назва | Біноміальна назва    | Примітки                                   |
| ---------------- | -------------------- | ------------------------------------------ |
| Ібіс білий       | Eudocimus albus      | Лише на Тринідаді — бродячий               |
| Ібіс червоний    | Eudocimus ruber      | Поширений на Тринідаді, бродячий на Тобаго |
| Коровайка бура   | Plegadis falcinellus |                                            |
| Косар білий      | Platalea leucorodia  | бродячий                                   |
| Косар рожевий    | Platalea ajaja       | бродячий                                   |

## Катартоподібні(Cathartiformes)

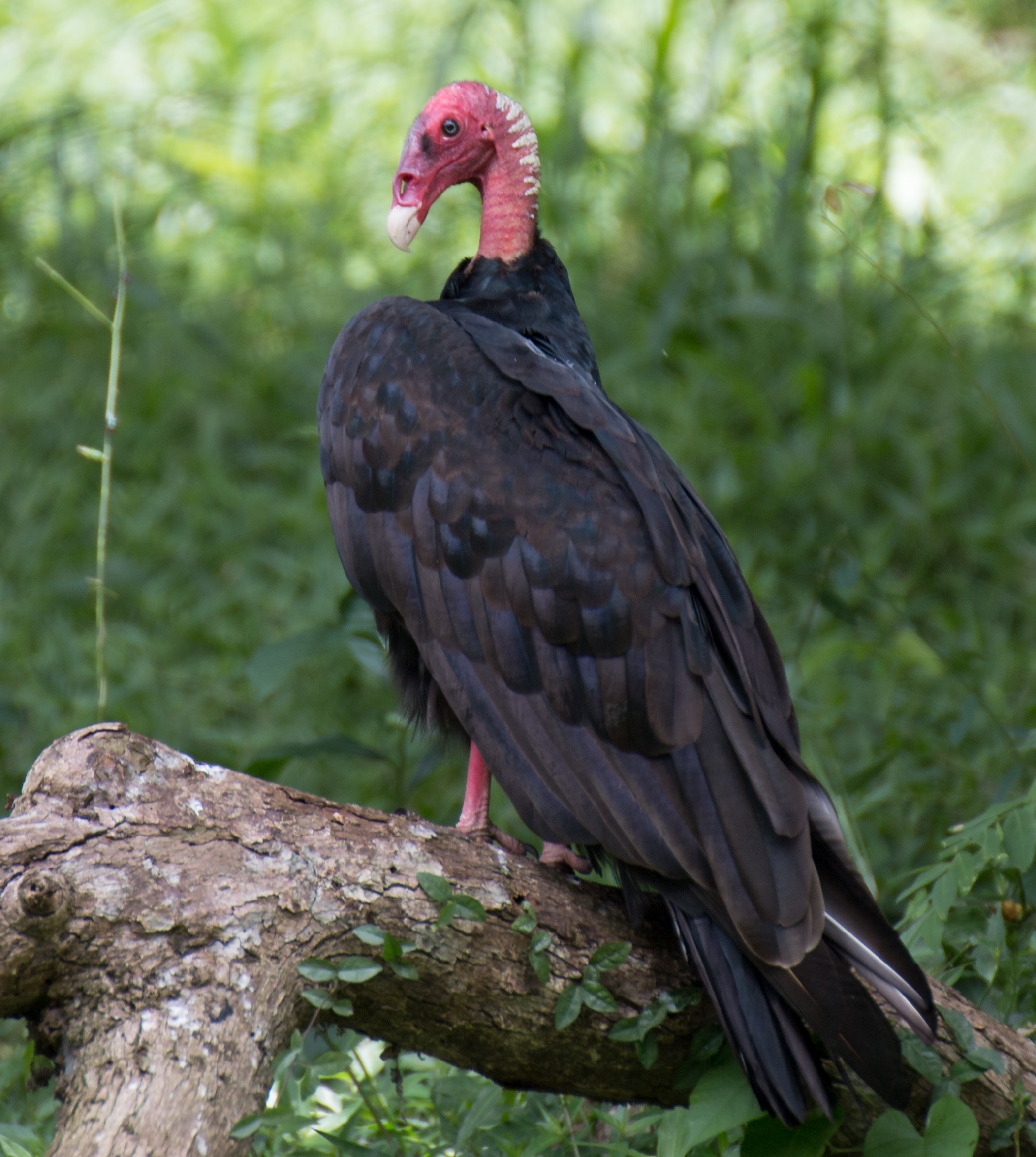
Катарта червоноголова, Тринідад

Родина: Катартові (Cathartidae)
| Українська назва      | Біноміальна назва | Примітки                                   |
| --------------------- | ----------------- | ------------------------------------------ |
| Кондор королівський   | Sarcoramphus papa | Лише на Тринідаді — бродячий               |
| Урубу                 | Coragyps atratus  | Поширений на Тринідаді, бродячий на Тобаго |
| Катарта червоноголова | Cathartes aura    | Лише на Тринідаді                          |

## Яструбоподібні(Cathartiformes)

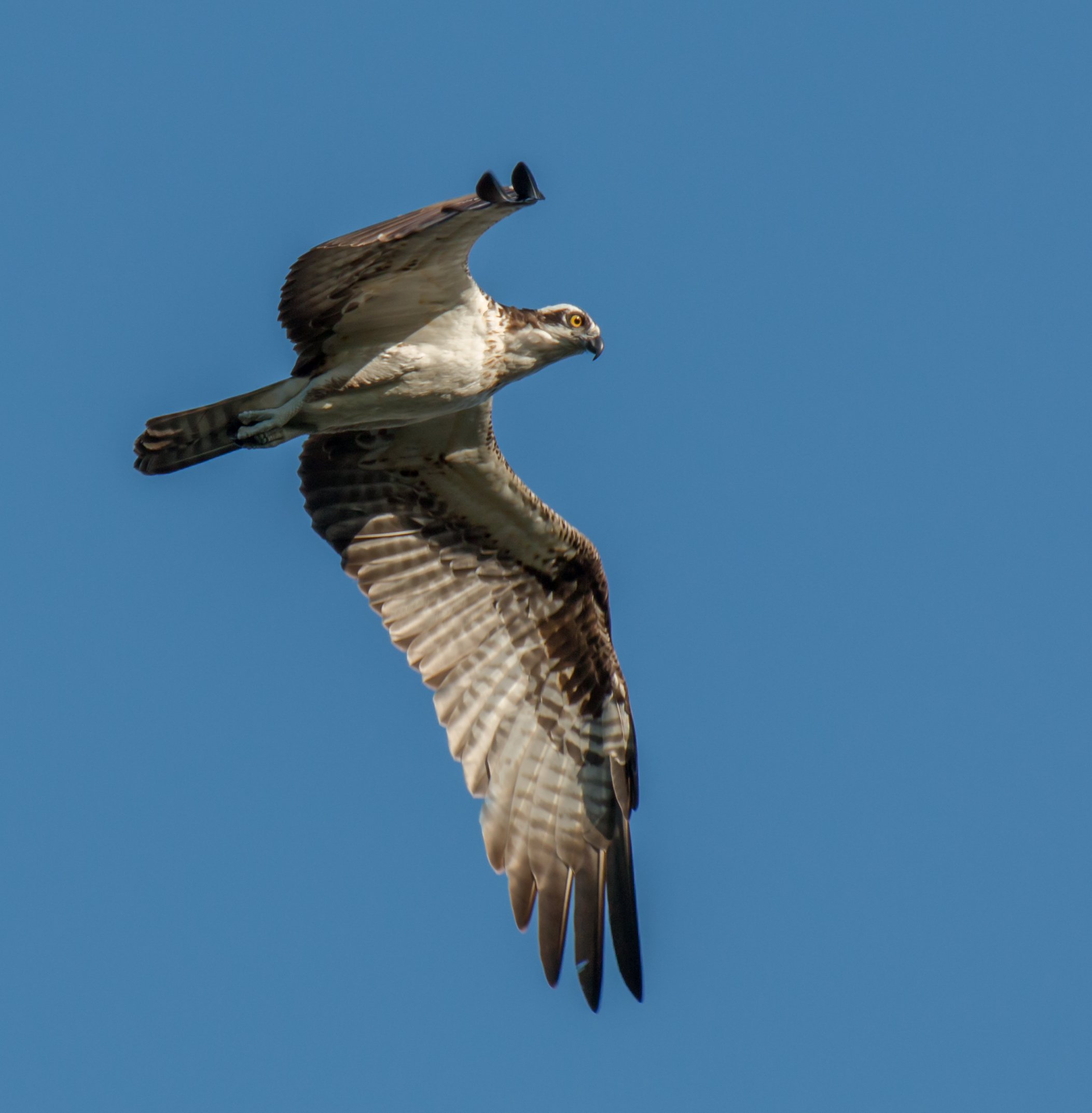
Скопа, Тринідад

Родина: Скопові (Pandionidae)
| Українська назва | Біноміальна назва | Примітки |
| ---------------- | ----------------- | -------- |
| Скопа            | Pandion haliaetus |          |

Родина: Яструбові (Accipitridae)
| Українська назва             | Біноміальна назва          | Примітки                                   |
| ---------------------------- | -------------------------- | ------------------------------------------ |
| Шуліка-крихітка              | Gampsonyx swainsonii       | Лише на Тринідаді                          |
| Шуліка білохвостий           | Elanus leucurus            | Лише на Тринідаді — бродячий               |
|                              | Chondrohierax uncinatus    |                                            |
| Шуляк каєнський              | Leptodon cayanensis        | Лише на Тринідаді                          |
|                              | Elanoides forficatus       | Поширений на Тринідаді, бродячий на Тобаго |
|                              | Spizaetus tyrannus         | Лише на Тринідаді                          |
|                              | Spizaetus ornatus          | Лише на Тринідаді, знищений на Тобаго      |
| Канюк-рибалка                | Busarellus nigricollis     | Лише на Тринідаді — бродячий               |
| Шуліка-слимакоїд червоноокий | Rostrhamus sociabilis      | Лише на Тринідаді                          |
|                              | Helicolestes hamatus       | Лише на Тринідаді — бродячий               |
|                              | Harpagus bidentatus        | Лише на Тринідаді                          |
|                              | Ictinia plumbea            | Лише на Тринідаді                          |
|                              | Circus buffoni             | Лише на Тринідаді                          |
|                              | Geranospiza caerulescens   | Лише на Тринідаді                          |
|                              | Buteogallus anthracinus    | Поширений на Тринідаді, бродячий на Тобаго |
|                              | Buteogallus aequinoctialis | Лише на Тринідаді                          |
|                              | Buteogallus meridionalis   | Лише на Тринідаді                          |
|                              | Buteogallus urubitinga     | Поширений на Тобаго, бродячий на Тринідаді |
| Канюк великодзьобий          | Rupornis magnirostris      | Лише на Тринідаді — бродячий               |
| Канюк білохвостий            | Geranoaetus albicaudatus   | Лише на Тринідаді — бродячий               |
|                              | Pseudastur albicollis      | Лише на Тринідаді                          |
|                              | Buteo nitidus              | Лише на Тринідаді                          |
| Канюк ширококрилий           | Buteo platypterus          |                                            |
|                              | Buteo brachyurus           | Лише на Тринідаді                          |
| Канюк прерієвий              | Buteo swainsoni            | бродячий                                   |
|                              | Buteo albonotatus          | Лише на Тринідаді                          |

## Совоподібні(Strigiformes)
Родина: Сипухові (Tytonidae)
| Українська назва | Біноміальна назва | Примітки |
| ---------------- | ----------------- | -------- |
| Сипуха крапчаста | Tyto alba         |          |

Родина: Совові (Strigidae)
| Українська назва     | Біноміальна назва       | Примітки                     |
| -------------------- | ----------------------- | ---------------------------- |
| Сплюшка неотропічна  | Megascops choliba       | Лише на Тринідаді            |
| Сова вохристочерева  | Pulsatrix perspicillata | Лише на Тринідаді            |
| Сова-лісовик бура    | Ciccaba virgata         | Лише на Тринідаді            |
| Сичик-горобець рудий | Gaucidium brasilianum   | Лише на Тринідаді            |
| Сич американський    | Athene cunicularia      | Лише на Тринідаді — бродячий |
| Сова-крикун          | Asio clamator           | Лише на Тобаго               |
| Сова темна           | Asio stygius            | Лише на Тринідаді — бродячий |
| Сова болотяна        | Asio flammeus           | Лише на Тринідаді — бродячий |

## Трогоноподібні(Trogoniformes)
Родина: Трогонові (Trogonidae)
| Українська назва      | Біноміальна назва | Примітки          |
| --------------------- | ----------------- | ----------------- |
| Трогон синьоволий     | Trogon viridis    | Лише на Тринідаді |
| Трогон фіолетововолий | Trogon violaceus  | Лише на Тринідаді |
| Трогон темноволий     | Trogon collaris   |                   |

## Сиворакшоподібні(Coraciiformes)

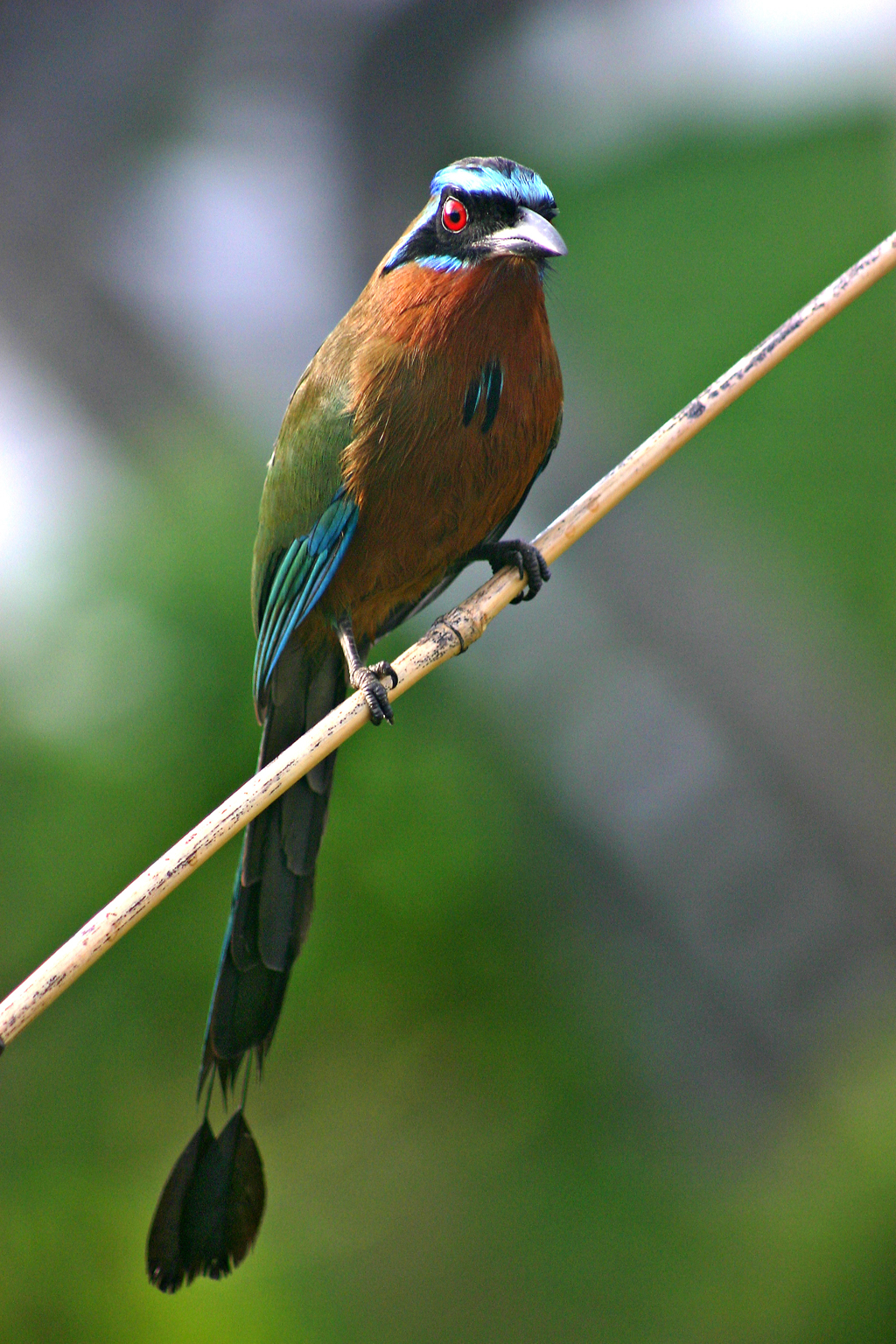
Момот тринідадський, Тобаго

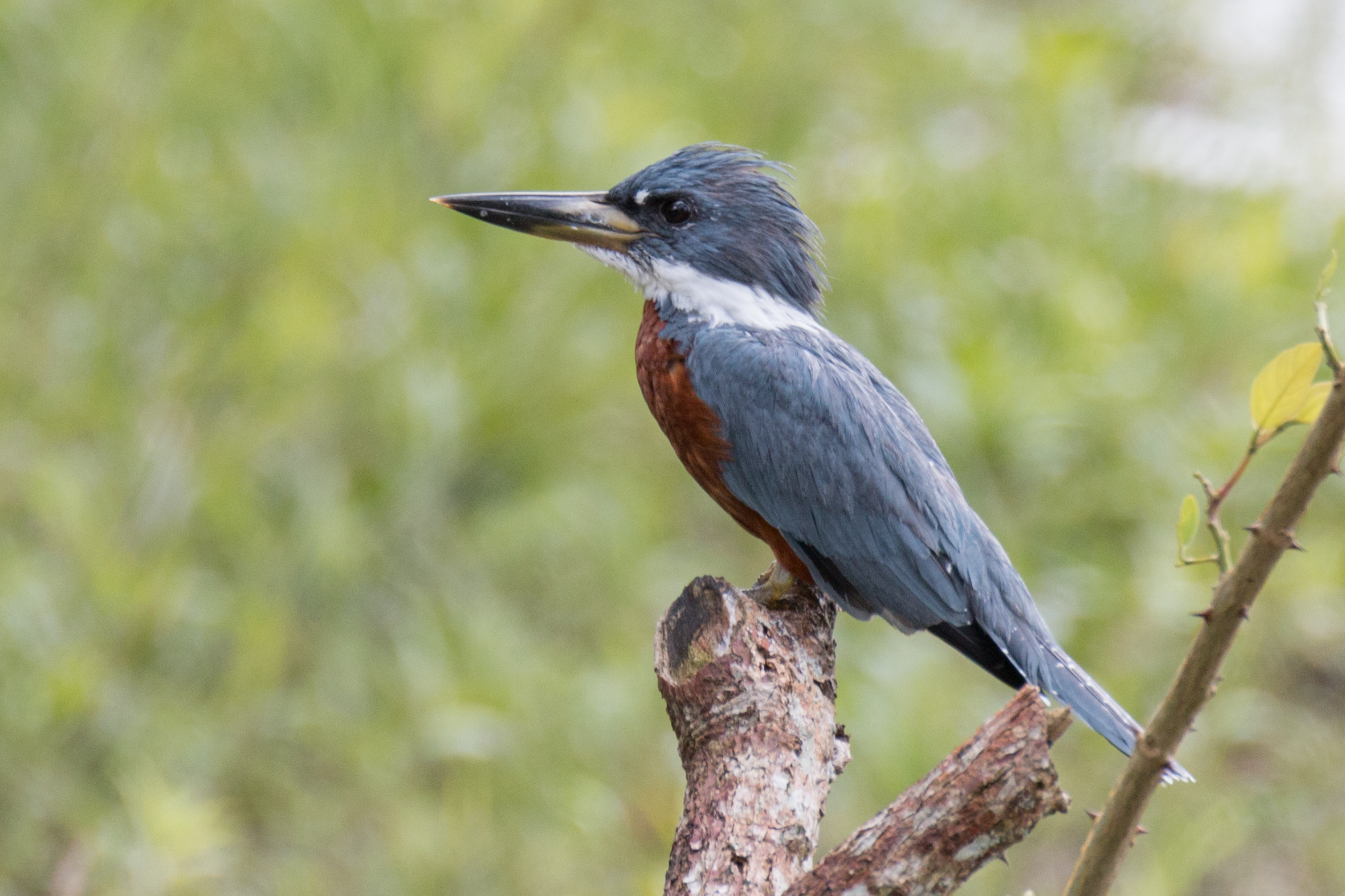
Рибалочка-чубань неотропічний, Тринідад

Родина: Момотові (Momotidae)
| Українська назва    | Біноміальна назва  | Примітки                  |
| ------------------- | ------------------ | ------------------------- |
| Момот тринідадський | Momotus bahamensis | Ендемік основних островів |

Родина: Рибалочкові (Alcedinidae)
| Українська назва              | Біноміальна назва      | Примітки                                   |
| ----------------------------- | ---------------------- | ------------------------------------------ |
| Рибалочка-чубань неотропічний | Megaceryle torquata    | Поширений на Тринідаді, бродячий на Тобаго |
| Рибалочка-чубань північний    | Megaceryle alcyon      |                                            |
| Рибалочка амазонійський       | Chloroceryle amazona   | Лише на Тринідаді — бродячий               |
| Рибалочка карликовий          | Chloroceryle aenea     | Лише на Тринідаді                          |
| Рибалочка зелений             | Chloroceryle americana |                                            |

## Дятлоподібні(Piciformes)

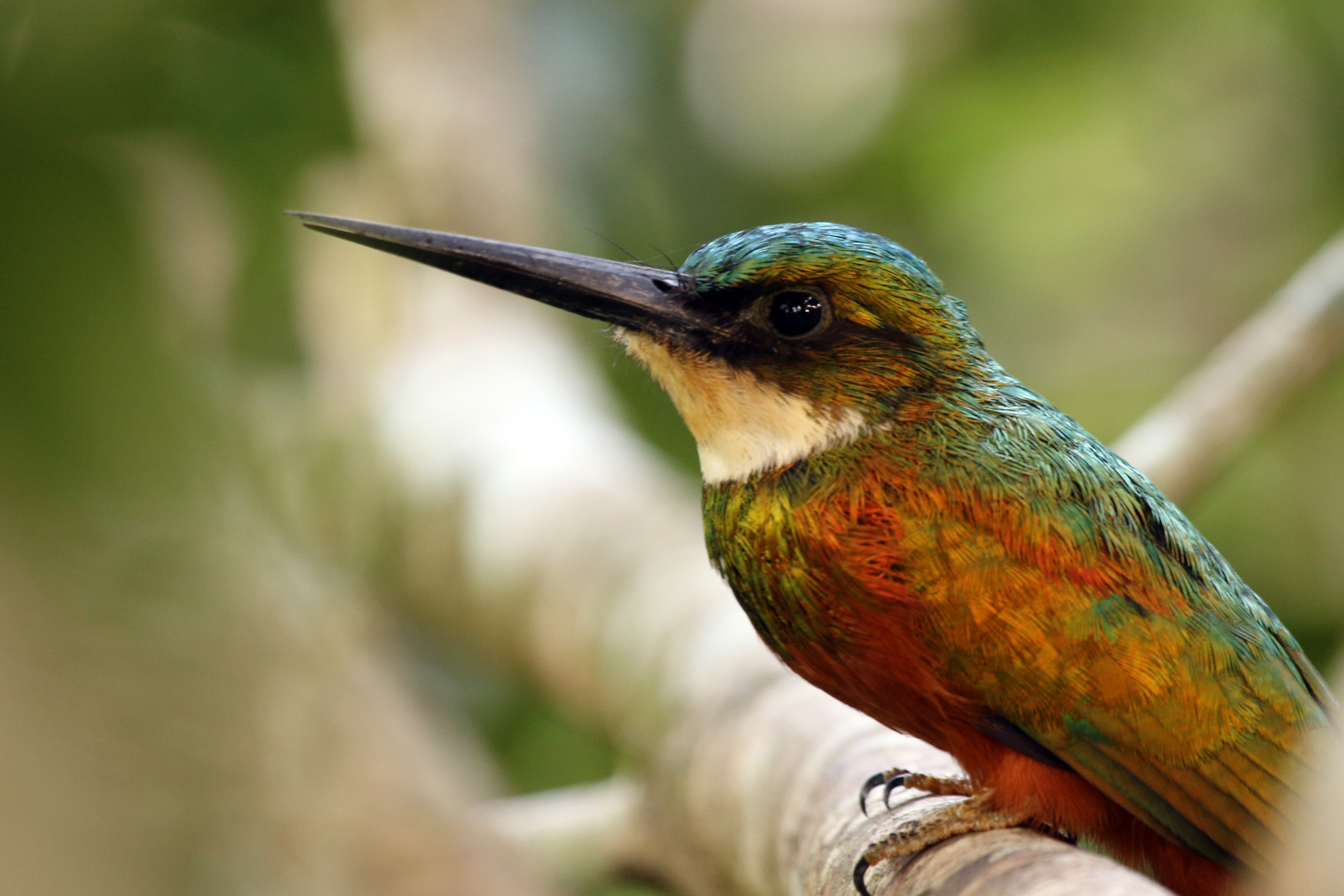
Якамара рудохвоста, Тобаго

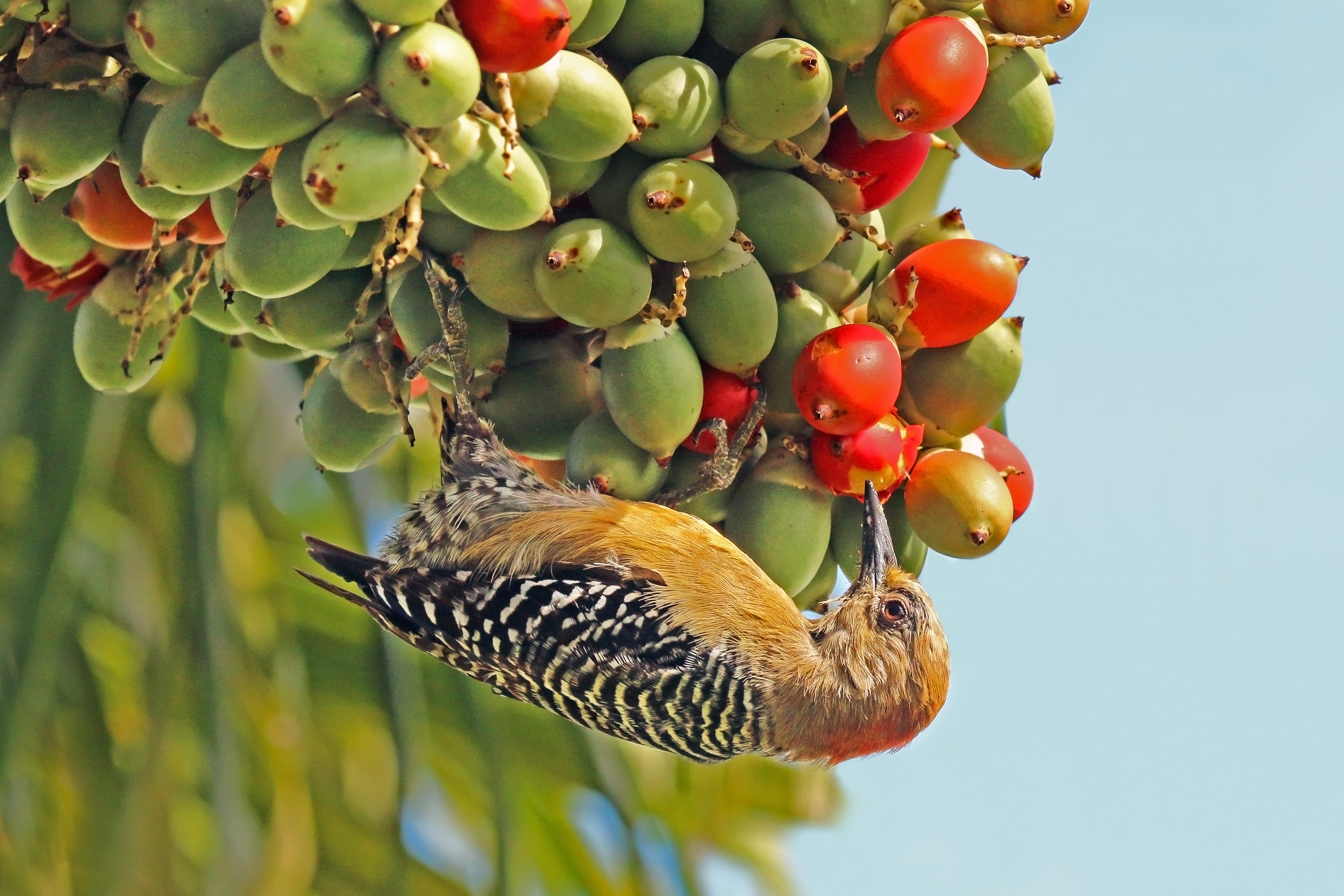
Гіла мала, Тобаго

Родина: Якамарові (Galbulidae)
| Українська назва   | Біноміальна назва | Примітки |
| ------------------ | ----------------- | -------- |
| Якамара рудохвоста | Galbula ruficauda |          |

Родина: Туканові (Ramphastidae)
| Українська назва   | Біноміальна назва     | Примітки          |
| ------------------ | --------------------- | ----------------- |
| Тукан чорнодзьобий | Ramphastos vitellinus | Лише на Тринідаді |

Родина: Дятлові (Picidae)
| Українська назва     | Біноміальна назва                      | Примітки          |
| -------------------- | -------------------------------------- | ----------------- |
|                      | Melanerpes rubricapillus rubricapillus | Лише на Тобаго    |
| Дзьоган червоногузий | Veniliornis kirkii                     |                   |
|                      | Campephilus melanoleucos               | Лише на Тринідаді |
|                      | Dryocopus lineatus                     | Лише на Тринідаді |
|                      | Celeus elegans                         | Лише на Тринідаді |
|                      | Colaptes rubiginosus                   |                   |

## Соколоподібні(Falconiformes)
Родина: Соколові (Falconidae)
| Українська назва          | Біноміальна назва  | Примітки                                   |
| ------------------------- | ------------------ | ------------------------------------------ |
| Каракара аргентинська     | Caracara plancus   | Лише на Тринідаді                          |
| Хімахіма                  | Milvago chimachima |                                            |
| Боривітер звичайний       | Falco tinnunculus  | Лише на Тринідаді — бродячий               |
| Боривітер американський   | Falco sparverius   | бродячий                                   |
| Підсоколик малий          | Falco columbarius  |                                            |
| Підсоколик смугастогрудий | Falco rufigularis  | Поширений на Тринідаді, бродячий на Тобаго |
| Підсоколик рудогрудий     | Falco deiroleucus  | Лише на Тринідаді — бродячий               |
| Сокіл мексиканський       | Falco femoralis    |                                            |
| Сапсан                    | Falco peregrinus   |                                            |

## Папугоподібні(Psittaciformes)

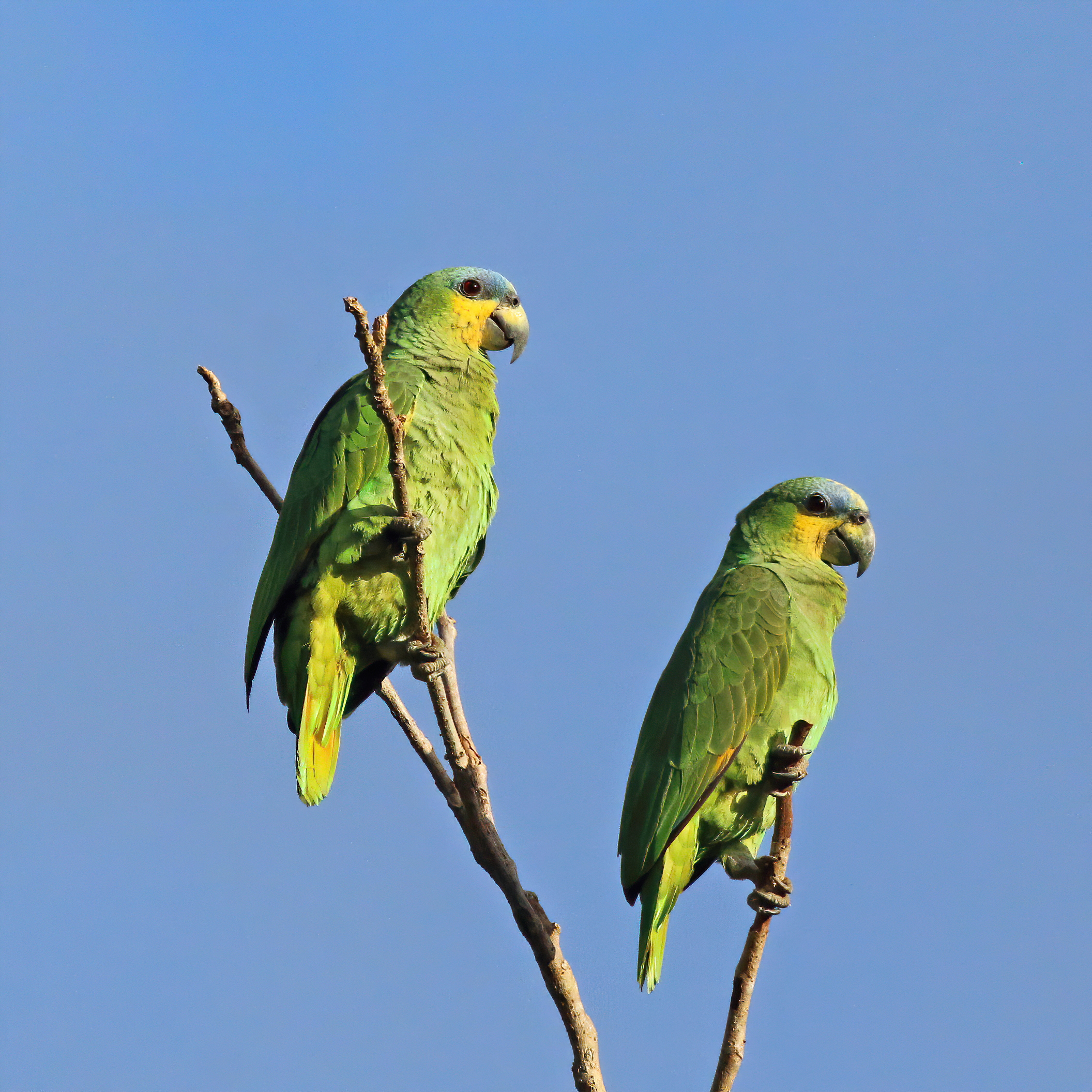
Амазон венесуельський, Тобаго

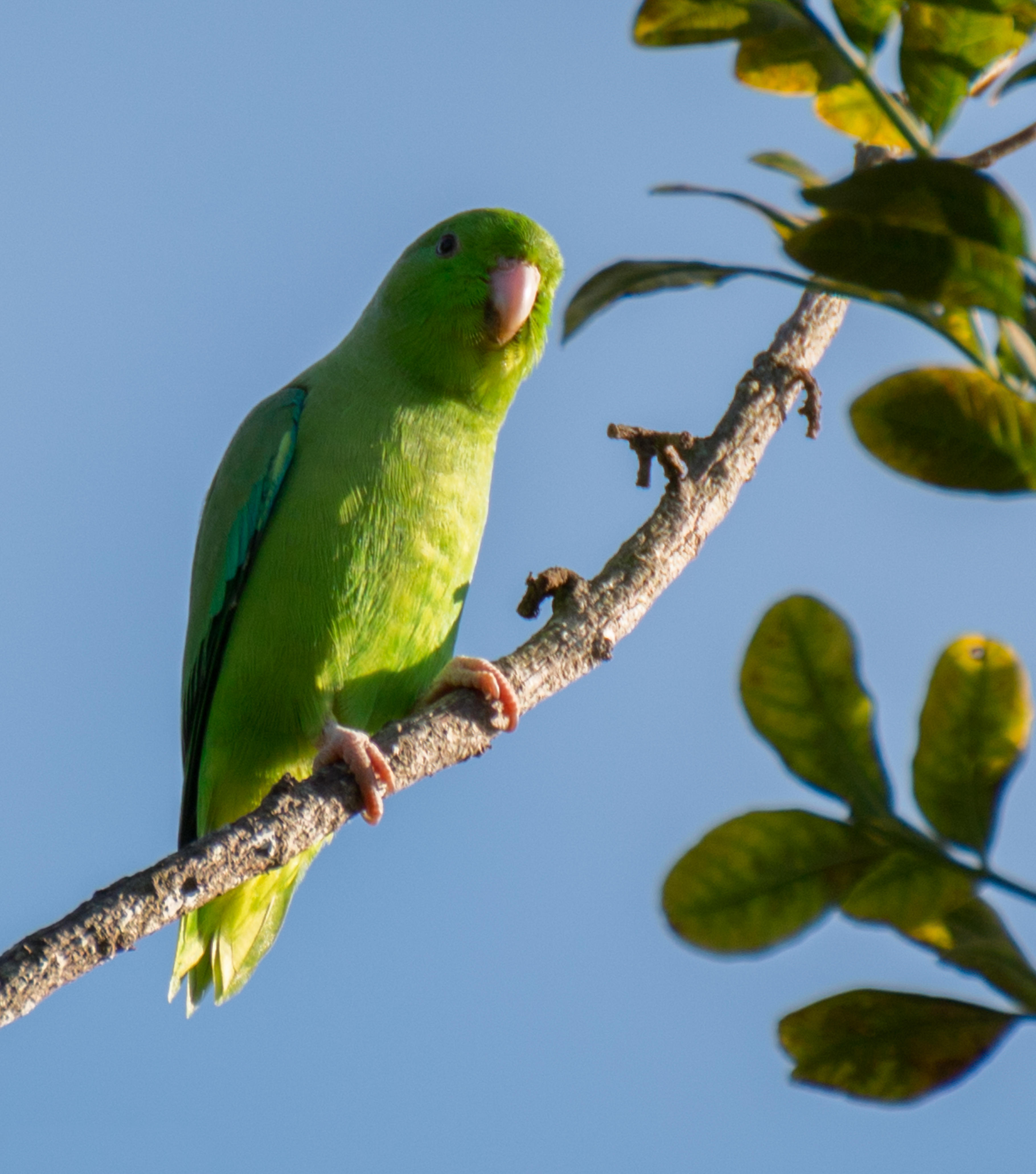
Папуга-горобець гвіанський, Тринідад

Родина: Папугові (Psittacidae)
| Українська назва               | Біноміальна назва         | Примітки                            |
| ------------------------------ | ------------------------- | ----------------------------------- |
| Папуга строкатий               | Touit batavicus           | Лише на Тринідаді                   |
| Папуга синьокрилий             | Touit huetii              | бродячий                            |
| Папуга-червоногуз синьоголовий | Pionus menstruus          | Лише на Тринідаді                   |
| Амазон тринідадський           | Amazona ochrocephala      | Лише на Тринідаді                   |
| Амазон венесуельський          | Amazona amazonica         |                                     |
| Папуга-горобець гвіанський     | Forpus passerinus         |                                     |
| Аратинга рудоволий             | Eupsittula pertinax       | Лише на Тринідаді                   |
| Ара жовтощокий                 | Orthopsittaca manilatus   | Лише на Тринідаді                   |
| Араурана                       | Ara ararauna              | Лише на Тринідаді, реінтродукований |
| Араканга                       | Ara macao                 | Лише на Тринідаді — бродячий        |
| Ара червоно-зелений            | Ara chloropterus          | Лише на Тринідаді. бродячий         |
| Аратинга венесуельський        | Psittacara leucophthalmus | Лише на Тринідаді                   |

## Горобцеподібні(Passeriformes)

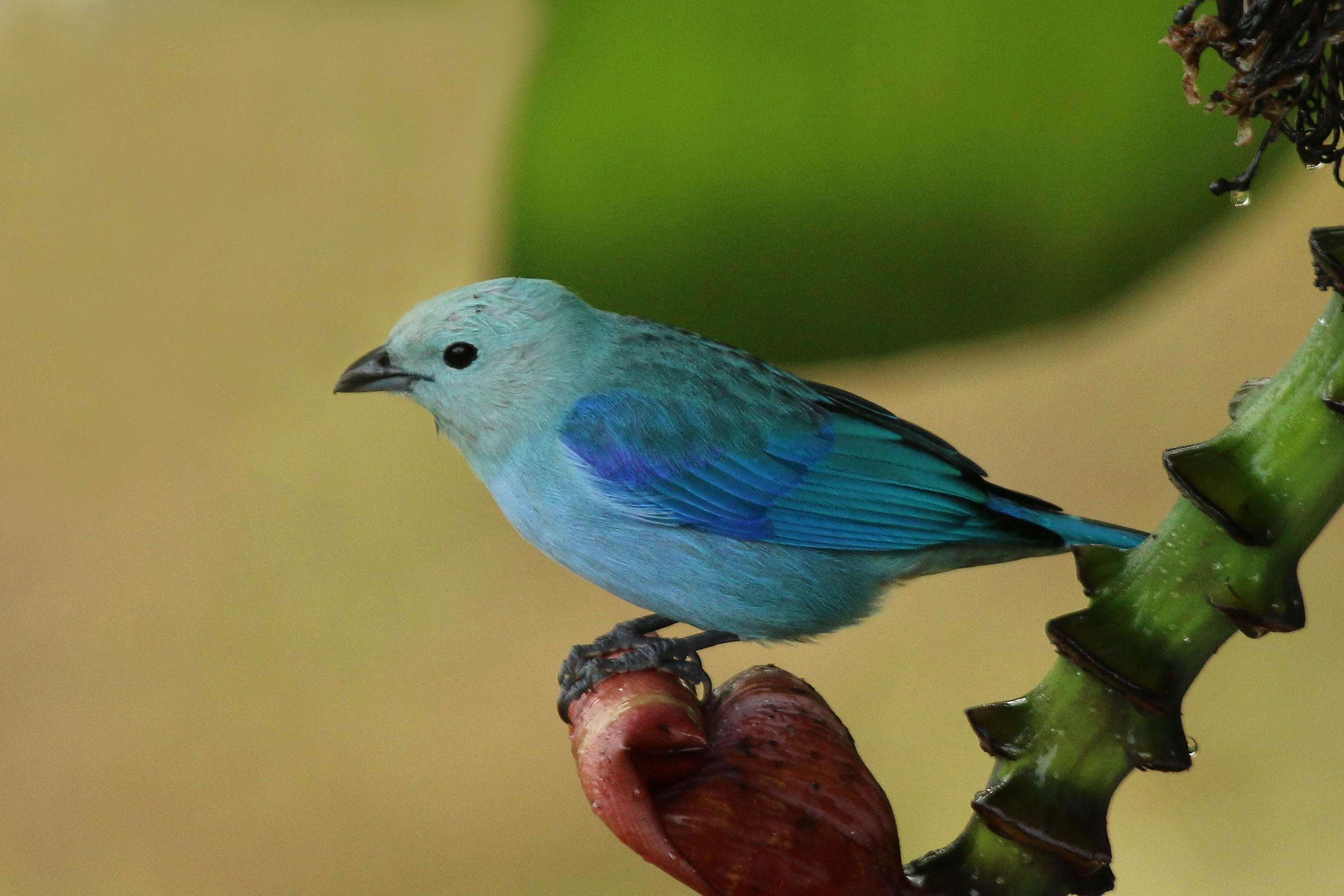
Саяка блакитна, Тобаго

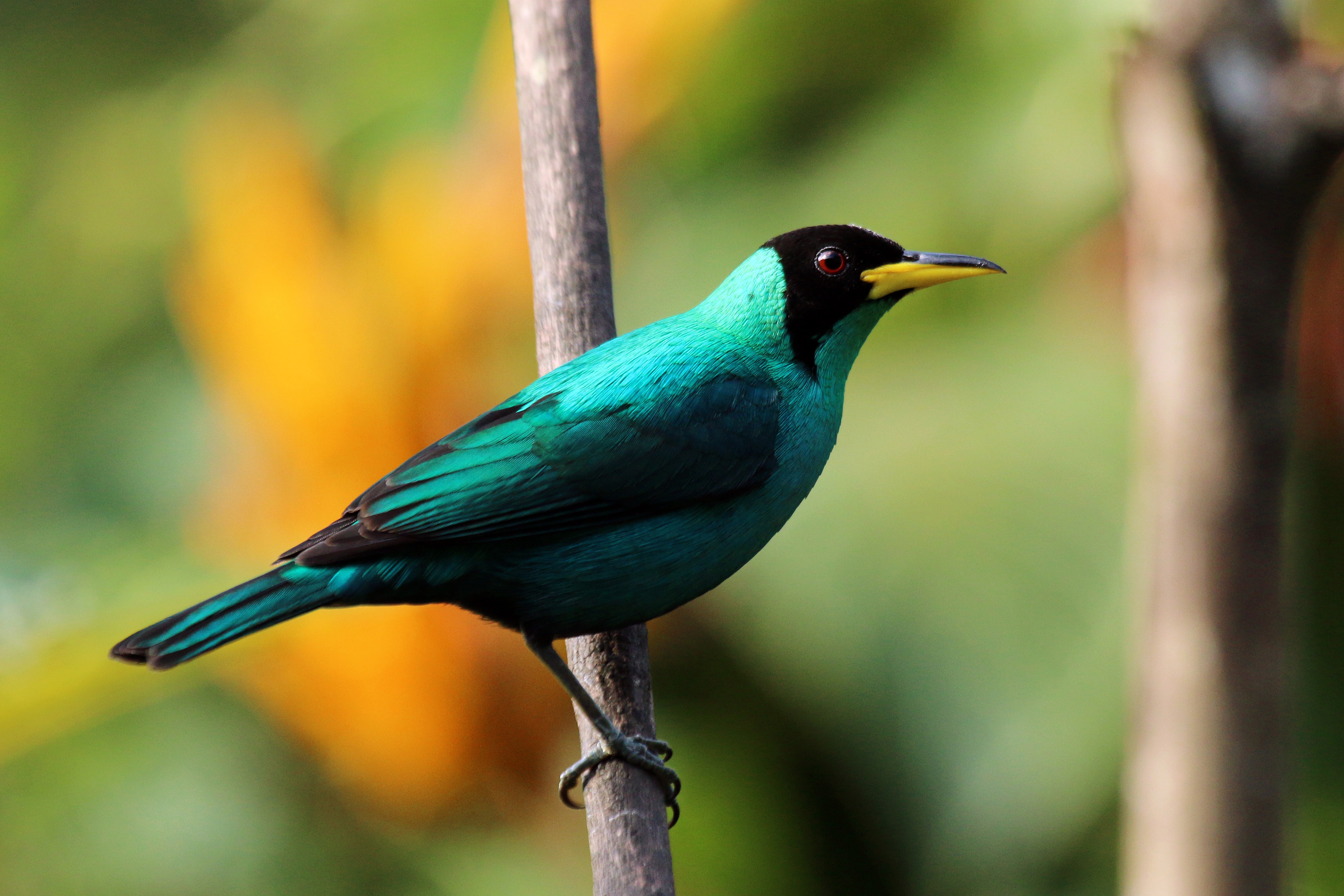
Саї великий, Тринідад

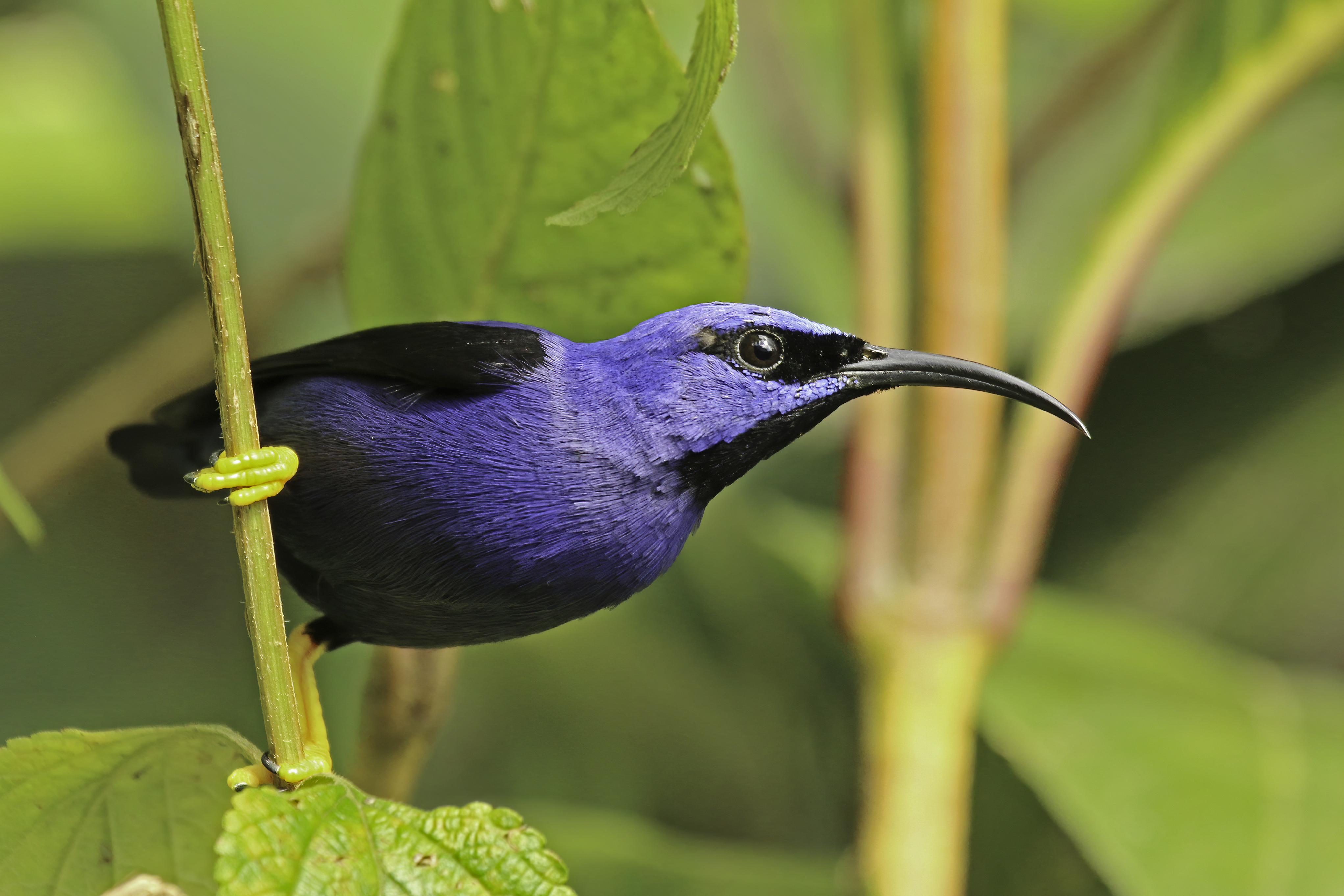
Танагра-медоїд пурпурова, Тринідад

Родина: Сорокушові (Thamnophilidae)
| Українська назва        | Біноміальна назва                | Примітки          |
| ----------------------- | -------------------------------- | ----------------- |
| Тараба                  | Taraba major                     | Лише на Тринідаді |
| Сорокуш-малюк північний | Sakesphorus canadensis           | Лише на Тринідаді |
| Сорокуш смугастий       | Thamnophilus doliatus tobagensis |                   |
| Батарито лісовий        | Dysithamnus mentalis             |                   |
| Кадук білобокий         | Myrmotherula axillaris           | Лише на Тринідаді |
| Рестинга строкатокрила  | Formicivora intermedia           | Лише на Тобаго    |
| Аляпі сріблястий        | Sclateria naevia                 | Лише на Тринідаді |
| Покривник білочеревий   | Myrmeciza longipes               | Лише на Тринідаді |

Родина: Grallariidae
| Українська назва        | Біноміальна назва       | Примітки                     |
| ----------------------- | ----------------------- | ---------------------------- |
| Мурашниця гватемальська | Grallaria guatimalensis | Лише на Тринідаді — бродячий |

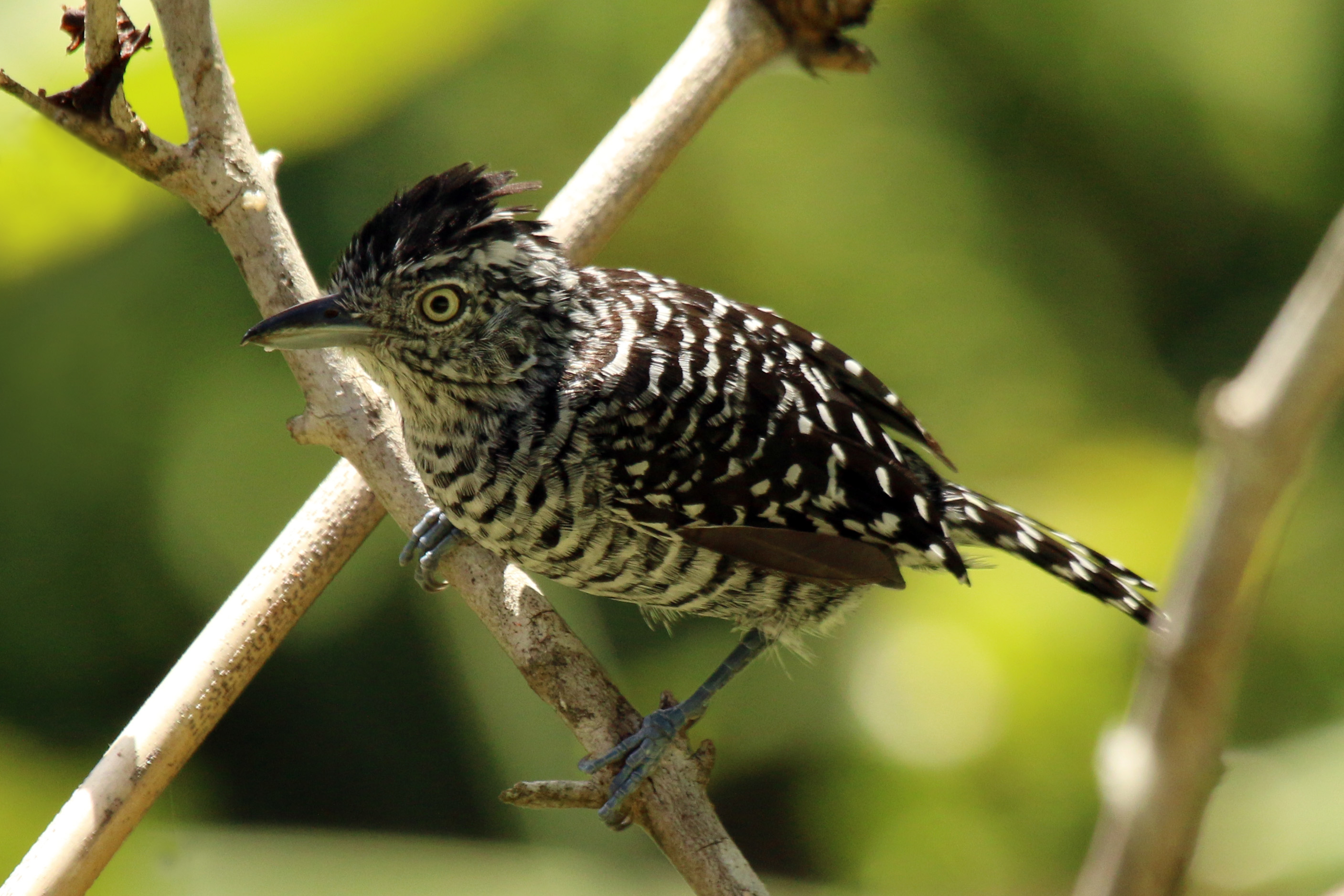
Сорокуш смугастий, Тобаго

Родина: Мурахоловові (Formicariidae)

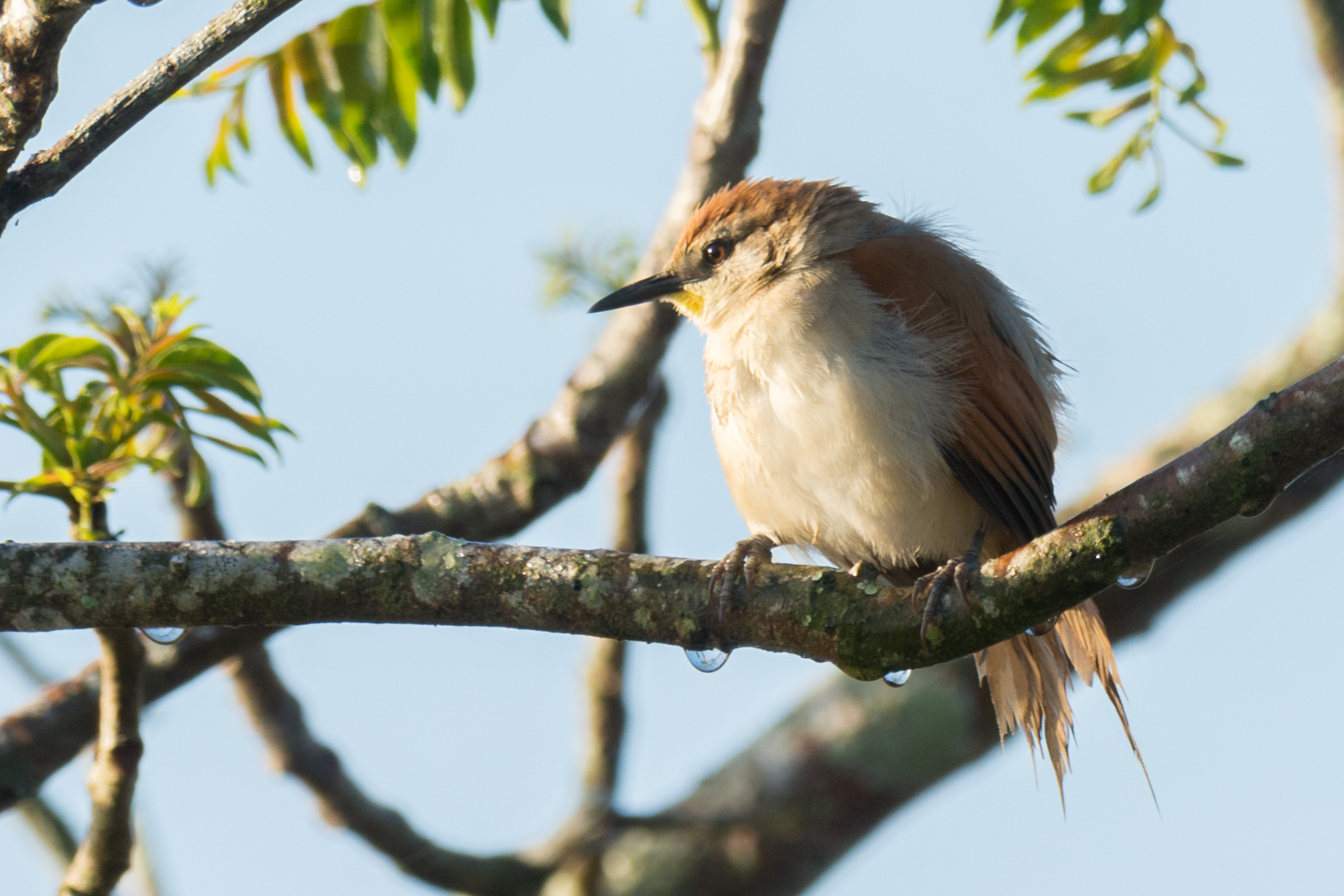
Мочарник жовтогорлий, Тринідад

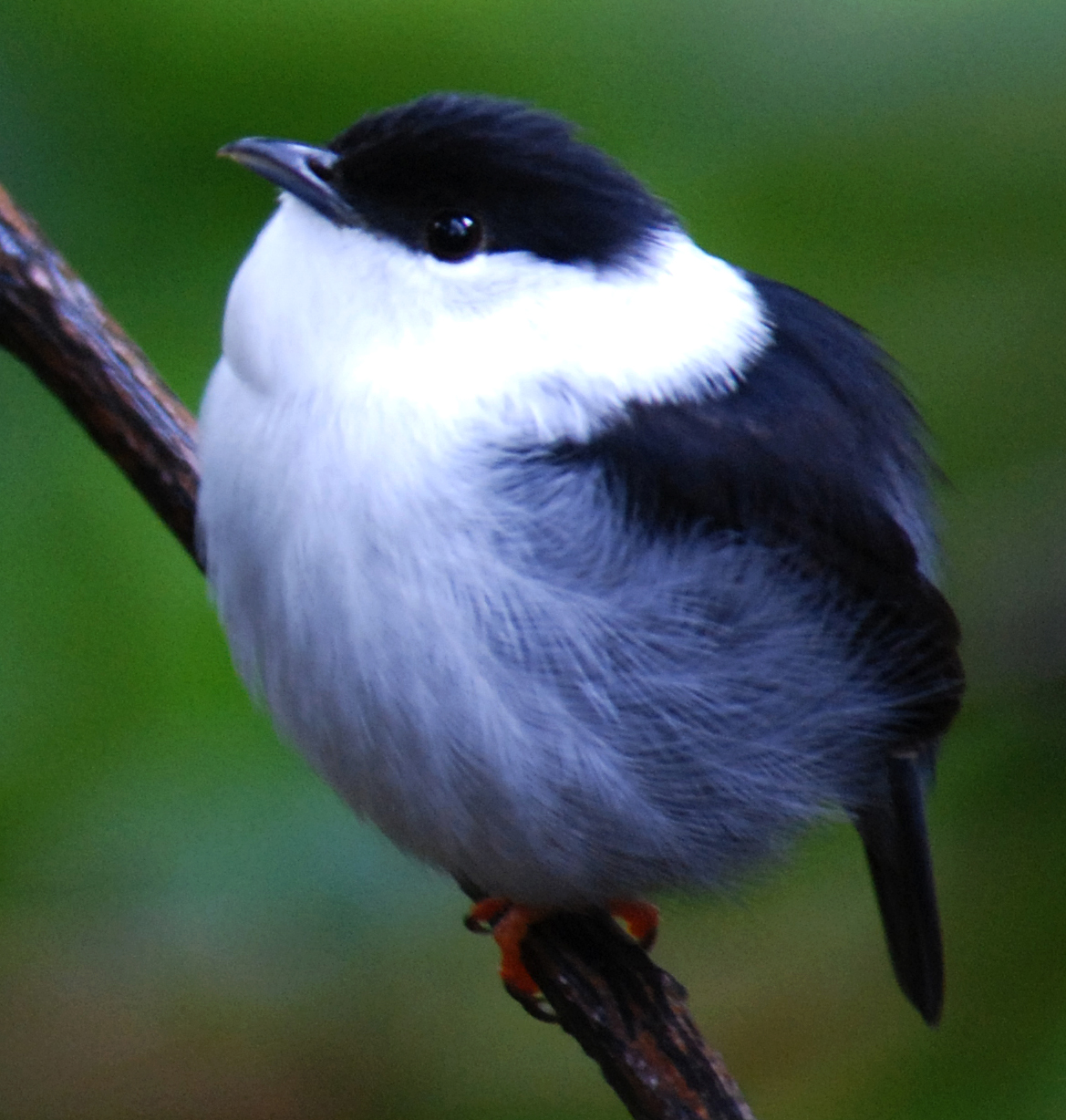
Манакін-короткокрил білочеревий, Тринідад

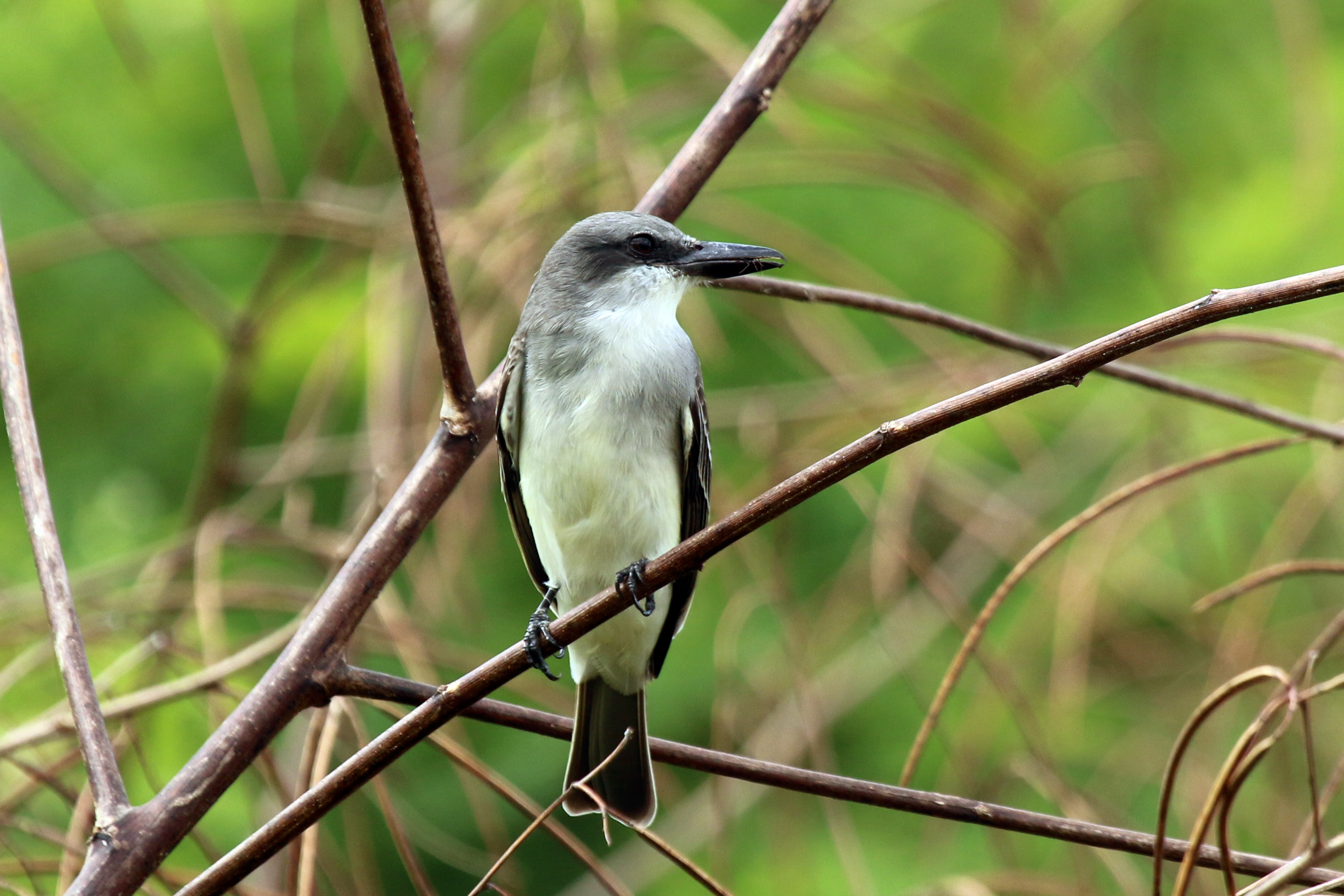
Тиран сірий, Тобаго

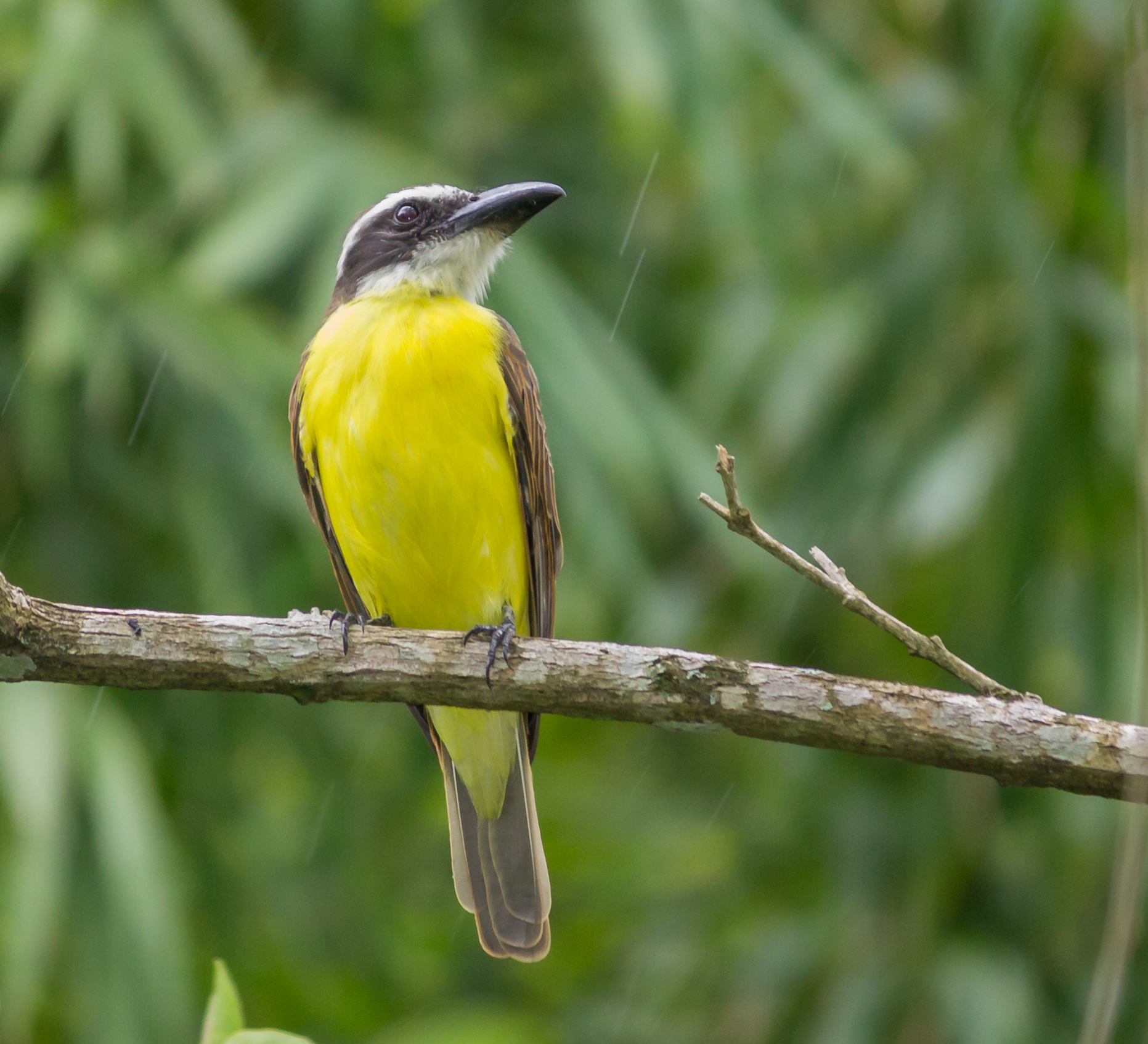
Пітанга-великодзьоб, Тринідад

| Українська назва   | Біноміальна назва  | Примітки          |
| ------------------ | ------------------ | ----------------- |
| Мурахолов рудошиїй | Formicarius analis | Лише на Тринідаді |

Родина: Горнерові (Furnariidae)
| Українська назва          | Біноміальна назва         | Примітки          |
| ------------------------- | ------------------------- | ----------------- |
| Листовик сірогорлий       | Sclerurus albigularis     |                   |
| Дереволаз оливковий       | Sittasomus griseicapillus | Лише на Тобаго    |
| Грімпар сірощокий         | Dendrocincla fuliginosa   |                   |
| Кокоа північний           | Xiphorhynchus susurrans   |                   |
| Кокоа світлодзьобий       | Dendroplex picus          | Лише на Тринідаді |
| Дереволаз строкатоголовий | Lepidocolaptes souleyetii | Лише на Тринідаді |
| Піколезна руда            | Xenops rutilans           | Лише на Тринідаді |
| Мочарник жовтогорлий      | Certhiaxis cinnamomeus    | Лише на Тринідаді |
| Пію блідий                | Synallaxis albescens      | Лише на Тринідаді |
| Пію смугастоволий         | Synallaxis cinnamomea     |                   |

Родина: Манакінові (Pipridae)
| Українська назва                | Біноміальна назва    | Примітки          |
| ------------------------------- | -------------------- | ----------------- |
| Манакін-червононіг гвіанський   | Chiroxiphia pareola  | Лише на Тобаго    |
| Манакін-короткокрил білочеревий | Manacus manacus      | Лише на Тринідаді |
| Манакін золотоголовий           | Pipra erythrocephala | Лише на Тринідаді |

Родина: Котингові (Cotingidae)
| Українська назва    | Біноміальна назва | Примітки                     |
| ------------------- | ----------------- | ---------------------------- |
| Арапонга біла       | Procnias alba     | Лише на Тринідаді — бродячий |
| Арапонга чорнокрила | Procnias averano  | Лише на Тринідаді            |

Родина: Бекардові (Tityridae)
| Українська назва  | Біноміальна назва          | Примітки          |
| ----------------- | -------------------------- | ----------------- |
| Бекарда велика    | Tityra cayana              | Лише на Тринідаді |
| Бекард рябокрилий | Pachyramphus polychopterus |                   |

Родина: Тиранові (Tyrannidae)
| Українська назва                | Біноміальна назва           | Примітки                     |
| ------------------------------- | --------------------------- | ---------------------------- |
| Лопатодзьоб білогорлий          | Platyrinchus mystaceus      |                              |
| Тиранчик-мухолюб оливковий      | Mionectes olivaceus         | Лише на Тринідаді            |
| Тиранчик-мухолюб вохристий      | Mionectes oleagineus        |                              |
| Тиран-інка андійський           | Leptopogon superciliaris    | Лише на Тринідаді            |
| Мухоїд світлогорлий             | Tolmomyias sulphurescens    | Лише на Тринідаді            |
| Мухоїд жовтий                   | Tolmomyias flaviventris     |                              |
| Аруна короткохвоста             | Myiornis ecaudatus          | Лише на Тринідаді            |
| Мухолов-клинодзьоб плямистий    | Todirostrum maculatum       | Лише на Тринідаді            |
| Тиранчик-тонкодзьоб південний   | Camptostoma obsoletum       | Лише на Тринідаді            |
| Еленія жовточерева              | Elaenia flavogaster         |                              |
| Еленія короткодзьоба            | Elaenia parvirostris        | Лише на Тринідаді            |
| Еленія сіра                     | Elaenia strepera            | Лише на Тринідаді — бродячий |
| Еленія мала                     | Elaenia chiriquensis        | Лише на Тринідаді            |
| Тиранець лісовий                | Myiopagis gaimardii         | Лише на Тринідаді            |
| Тиранчик бурий                  | Phaeomyias murina           | Лише на Тринідаді            |
| Дорадито чубатий                | Pseudocolopteryx sclateri   | Лише на Тринідаді — бродячий |
| Атіла золотогузий               | Attila spadiceus            | Лише на Тринідаді            |
| Тиран-розбійник                 | Legatus leucophaius         |                              |
|                                 | Pitangus sulphuratus        | Лише на Тринідаді            |
|                                 | Tyrannopsis sulphurea       | Лише на Тринідаді            |
| Пітанга-великодзьоб             | Megarynchus pitangua        | Лише на Тринідаді            |
| Тиран смугастий                 | Myiodynastes maculatus      |                              |
|                                 | Empidonomus varius          | Лише на Тринідаді            |
| Тиран тропічний                 | Tyrannus melancholicus      |                              |
| Тиран вилохвостий               | Tyrannus savana             |                              |
| Тиран королівський              | Tyrannus tyrannus           | Лише на Тринідаді — бродячий |
| Тиран сірий                     | Tyrannus dominicensis vorax |                              |
| Копетон темноголовий            | Myiarchus tuberculifer      | Лише на Тринідаді            |
| Копетон неотропічний            | Myiarchus swainsoni         | Лише на Тринідаді — бродячий |
| Копетон венесуельський          | Myiarchus venezuelensis     | Лише на Тобаго               |
| Копетон блідий                  | Myiarchus tyrannulus        |                              |
| Курета іржаста                  | Myiophobus fasciatus        | Лише на Тринідаді            |
| Тиранчик-короткодзьоб північний | Sublegatus arenarum         | Лише на Тринідаді            |
| Віюдита ряба                    | Fluvicola pica              | Лише на Тринідаді            |
| Віюдита білоголова              | Arundinicola leucocephala   | Лише на Тринідаді            |
| Москверо бурий                  | Cnemotriccus fuscatus       |                              |
| Москверо бронзовий              | Lathrotriccus euleri        | Лише на Тринідаді            |
| Піві північний                  | Contopus cooperi            | Лише на Тринідаді            |
| Піві сірий                      | Contopus cinereus           | Лише на Тринідаді            |

Родина: Віреонові (Vireonidae)
| Українська назва       | Біноміальна назва         | Примітки                    |
| ---------------------- | ------------------------- | --------------------------- |
| Віреон рудобровий      | Cyclarhis gujanensis      | Лише на Тринідаді           |
| Віреончик чагарниковий | Hylophilus flavipes       | Лише на Тобаго              |
| Віреончик золотолобий  | Pachysylvia aurantiifrons | Лише на Тринідаді           |
| Віреон білоокий        | Vireo griseus             | бродячий; Лише на Тринідаді |
| Віреон жовтогорлий     | Vireo flavifrons          | бродячий                    |
| Віреон червоноокий     | Vireo olivaceus           |                             |
| Віреон білобровий      | Vireo chivi               |                             |
| Віреон чорновусий      | Vireo altiloquus          |                             |

Родина: Ластівкові (Hirundinidae)
| Українська назва      | Біноміальна назва         | Примітки                                   |
| --------------------- | ------------------------- | ------------------------------------------ |
| Ластовиця патагонська | Pygochelidon cyanoleuca   | Лише на Тринідаді — бродячий               |
| Ластівка пампасова    | Stelgidopteryx ruficollis | Поширений на Тринідаді, бродячий на Тобаго |
| Щурик антильський     | Progne dominicensis       | Поширений на Тобаго, бродячий на Тринідаді |
| Щурик сірогорлий      | Progne chalybea           | Лише на Тринідаді                          |
| Білозорка білокрила   | Tachycineta albiventer    |                                            |
| Ластівка берегова     | Riparia riparia           |                                            |
| Ластівка сільська     | Hirundo rustica           |                                            |
| Ясківка білолоба      | Petrochelidon pyrrhonota  |                                            |

Родина: Воловоочкові (Troglodytidae)
| Українська назва    | Біноміальна назва    | Примітки |
| ------------------- | -------------------- | -------- |
| Волоочко співоче    | Troglodytes aedon    |          |
| Поплітник рудоволий | Pheugopedius rutilus |          |

Родина: Комароловкові (Polioptilidae)

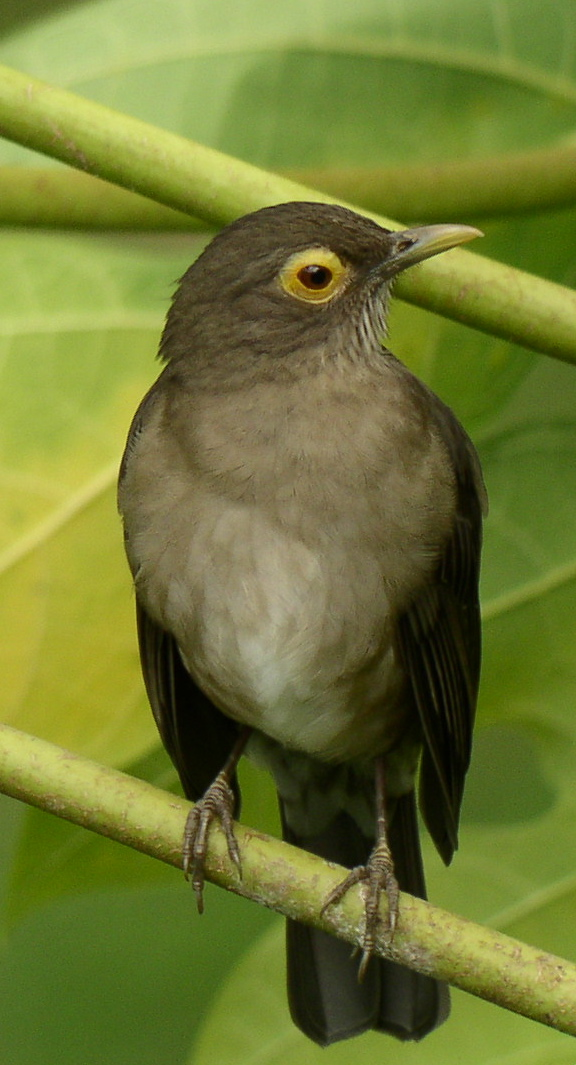
Spectacled thrush, Тобаго

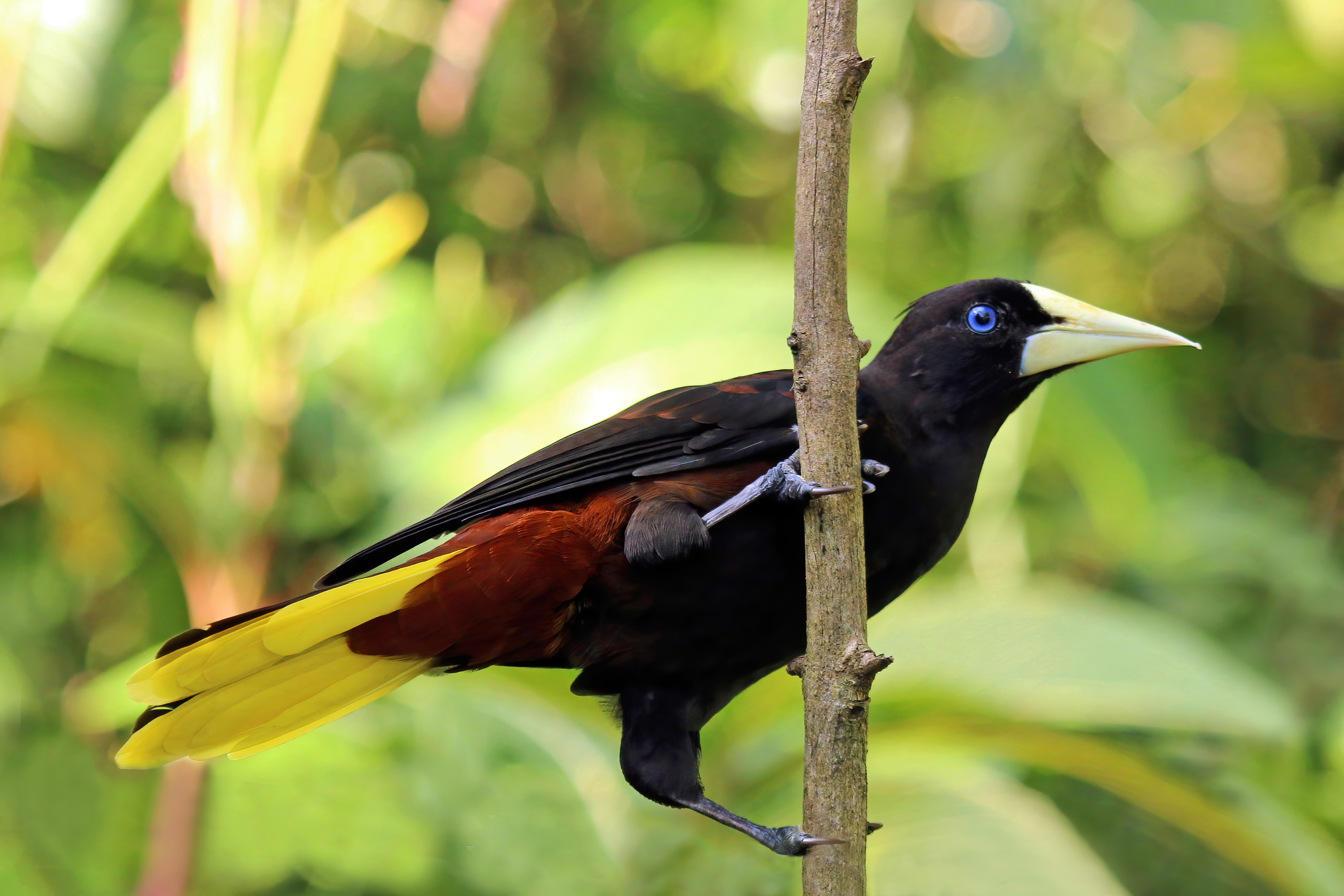
Шапу, підвид insularis, Тринідад

| Українська назва        | Біноміальна назва      | Примітки          |
| ----------------------- | ---------------------- | ----------------- |
| Комароловка довгодзьоба | Ramphocaenus melanurus | Лише на Тринідаді |

Родина: Дроздові (Turdidae)
| Українська назва             | Біноміальна назва        | Примітки                     |
| ---------------------------- | ------------------------ | ---------------------------- |
| Дрізд-короткодзьоб південний | Catharus aurantiirostris | Лише на Тринідаді            |
| Дрізд-короткодзьоб бурий     | Catharus fuscescens      | Лише на Тринідаді — бродячий |
| Дрізд-короткодзьоб малий     | Catharus minimus         | Лише на Тринідаді — бродячий |
| Дроздик жовтоногий           | Turdus flavipes          |                              |
| Дрізд рудий                  | Turdus fumigatus         | Лише на Тринідаді            |
| Дрізд голоокий               | Turdus nudigenis         |                              |
| Дрізд білосмугий             | Turdus albicollis        |                              |

Родина: Пересмішникові (Mimidae)
| Українська назва  | Біноміальна назва | Примітки |
| ----------------- | ----------------- | -------- |
| Пересмішник сивий | Mimus gilvus      |          |

Родина: Ткачикові (Ploceidae)
| Українська назва | Біноміальна назва  | Примітки       |
| ---------------- | ------------------ | -------------- |
| Ткачик великий   | Ploceus cucullatus | Інтродукований |

Родина: Астрильдові (Estrildidae)
| Українська назва   | Біноміальна назва | Примітки                                    |
| ------------------ | ----------------- | ------------------------------------------- |
| Астрильд смугастий | Estrilda astrild  | Тринідад, іноді на Тобаго, — інтродукований |
| Мунія трибарвна    | Lonchura malacca  | Лише на Тринідаді, інтродукований           |

Родина: Горобцеві (Passeridae)
| Українська назва | Біноміальна назва | Примітки                           |
| ---------------- | ----------------- | ---------------------------------- |
| Горобець хатній  | Passer domesticus | Лише на Тринідаді — інтродукований |

Родина: Плискові (Motacillidae)
| Українська назва | Біноміальна назва | Примітки |
| ---------------- | ----------------- | -------- |
| Плиска біла      | Motacilla alba    | бродячий |

Родина: В'юркові (Fringillidae)
| Українська назва      | Біноміальна назва         | Примітки                     |
| --------------------- | ------------------------- | ---------------------------- |
| Чиж червоний          | Carduelis cucullata       | Лише на Тринідаді — знищений |
| Чиж малий             | Spinus psaltria           | Лише на Тринідаді — бродячий |
| Гутурама темнощока    | Chlorophonia cyanocephala | Лише на Тринідаді — знищений |
| Гутурама тринідадська | Euphonia trinitatis       | Лише на Тринідаді            |
| Гутурама фіолетова    | Euphonia violacea         |                              |

Родина: Трупіалові (Icteridae)
| Українська назва        | Біноміальна назва                 | Примітки                                   |
| ----------------------- | --------------------------------- | ------------------------------------------ |
| Гоглу                   | Dolichonyx oryzivorus             |                                            |
| Шпаркос савановий       | Leistes militaris                 | Поширений на Тринідаді, бродячий на Тобаго |
| Шапу                    | Psarocolius decumanus             |                                            |
| Касик жовтохвостий      | Cacicus cela                      | Лише на Тринідаді                          |
| Трупіал жовтоплечий     | Icterus cayanensis chrysocephalus | Лише на Тринідаді                          |
| Трупіал садовий         | Icterus spurius                   | Лише на Тринідаді — бродячий               |
| Трупіал балтиморський   | Icterus galbula                   | бродячий                                   |
| Трупіал цитриновий      | Icterus nigrogularis              | Лише на Тринідаді                          |
| Еполетник червоноплечий | Agelaius phoeniceus               | Лише на Тринідаді — бродячий               |
| Вашер великий           | Molothrus oryzivorus              |                                            |
| Вашер синій             | Molothrus bonariensis             |                                            |
| Гракл карибський        | Quiscalus lugubris                |                                            |
| Гракл великохвостий     | Quiscalus mexicanus               | Лише на Тринідаді — бродячий               |
| Каруг жовтоголовий      | Chrysomus icterocephalus          | Лише на Тринідаді                          |

Родина: Піснярові (Parulidae)
| Українська назва           | Біноміальна назва         | Примітки                     |
| -------------------------- | ------------------------- | ---------------------------- |
| Смугастоволець оливковий   | Seiurus aurocapilla       | бродячий                     |
| Смугастоволець річковий    | Parkesia noveboracensis   |                              |
| Червоїд золотокрилий       | Vermivora chrysoptera     | бродячий                     |
| Пісняр строкатий           | Mniotilta varia           | бродячий                     |
| Пісняр жовтий              | Protonotaria citrea       |                              |
| Червоїд світлобровий       | Leiothlypis peregrina     | Лише на Тринідаді — бродячий |
| Жовтогорлик південний      | Geothlypis aequinoctialis | Лише на Тринідаді            |
| Цитринка жовтогорла        | Geothlypis formosa        | Лише на Тринідаді — бродячий |
| Жовтогорлик північний      | Geothlypis trichas        | Лише на Тринідаді — бродячий |
| Болотянка чорногорла       | Setophaga citrina         | Лише на Тринідаді — бродячий |
| Пісняр горихвістковий      | Setophaga ruticilla       |                              |
| Пісняр-лісовик рудощокий   | Setophaga tigrina         | бродячий                     |
| Пісняр-лісовик блакитний   | 'Setophaga cerulea        | бродячий                     |
| Пісняр північний           | Setophaga americana       | бродячий                     |
| Пісняр тропічний           | Setophaga pitiayumi       | Лише на Тринідаді            |
| Пісняр-лісовик канадський  | Setophaga magnolia        | бродячий                     |
| Пісняр-лісовик каштановий  | Setophaga castanea        | бродячий                     |
| Пісняр-лісовик рудоволий   | Setophaga fusca           | Лише на Тринідаді — бродячий |
| Пісняр-лісовик золотистий  | Setophaga petechia        |                              |
| Пісняр-лісовик рудобокий   | Setophaga pensylvanica    | Лише на Тринідаді — бродячий |
| Пісняр-лісовик білощокий   | Setophaga striata         |                              |
| Пісняр-лісовик сизий       | Setophaga caerulescens    | Лише на Тринідаді — бродячий |
| Пісняр-лісовик жовтогузий  | Setophaga coronata        | Лише на Тобаго — бродячий    |
| Пісняр-лісовик прерієвий   | Setophaga discolor        | Лише на Тринідаді — бродячий |
| Пісняр-лісовик чорногорлий | Setophaga virens          | Лише на Тринідаді — бродячий |
| Коронник малий             | Basileuterus culicivorus  | Лише на Тринідаді            |
| Болотянка строкатовола     | Cardellina canadensis     | Лише на Тринідаді — бродячий |

Родина: Кардиналові (Cardinalidae)
| Українська назва               | Біноміальна назва       | Примітки                                   |
| ------------------------------ | ----------------------- | ------------------------------------------ |
| Піранга сонцепера              | Piranga flava           | Лише на Тринідаді                          |
| Піранга пломениста             | Piranga rubra           |                                            |
| Піранга кармінова              | Piranga olivacea        | бродячий                                   |
| Габія кармінова                | Habia rubica            | Лише на Тринідаді                          |
| Кардинал-довбоніс червоноволий | Pheucticus ludovicianus | бродячий                                   |
| Скригнатка індигова            | Passerina cyanea        | Лише на Тринідаді — бродячий               |
| Лускун                         | Spiza americana         | Поширений на Тринідаді, бродячий на Тобаго |

Родина: Саякові (Thraupidae)
| Українська назва            | Біноміальна назва                | Примітки                                   |
| --------------------------- | -------------------------------- | ------------------------------------------ |
| Саї великий                 | Chlorophanes spiza spiza         | Лише на Тринідаді                          |
| Тамаруго мангровий          | Conirostrum bicolor              | Лише на Тринідаді                          |
| Посвірж червонолобий        | Sicalis columbiana               | Лише на Тринідаді — бродячий               |
| Посвірж золотоголовий       | Sicalis flaveola                 | Лише на Тринідаді                          |
| Посвірж короткодзьобий      | Sicalis luteola                  | Лише на Тринідаді                          |
| Якарина                     | Volatinia jacarina               |                                            |
| Танагра-жалібниця білоплеча | Loriotus luctuosus               | Лише на Тринідаді                          |
| Танагра-жалібниця велика    | Tachyphonus rufus                |                                            |
| Тапіранга пурпурова         | Ramphocelus carbo                | Лише на Тринідаді                          |
| Танагра-медоїд пурпурова    | Cyanerpes caeruleus longirostris | Лише на Тринідаді                          |
| Танагра-медоїд бірюзова     | Cyanerpes cyaneus                |                                            |
| Терзина                     | Tersina viridis                  | Поширений на Тринідаді, бродячий на Тобаго |
| Цукрист блакитний           | Dacnis cayana                    | Лише на Тринідаді                          |
| Зерноїд острівний           | Sporophila bouvronides           | Лише на Тринідаді — статус невизначений    |
| Зерноїд біловусий           | Sporophila lineola               | Лише на Тринідаді — бродячий               |
| Зерноїд малий               | Sporophila minuta                | Лише на Тринідаді                          |
| Рисоїд чорноголовий         | Sporophila angolensis            | Лише на Тринідаді — знищений               |
| Рисоїд болотяний            | Sporophila crassirostris         | Лише на Тринідаді — знищений               |
| Зерноїд золотодзьобий       | Sporophila intermedia            | Лише на Тринідаді — знищений               |
| Зерноїд плямистокрилий      | Sporophila americana             | Лише на Тобаго — знищений                  |
| Зерноїд чорнощокий          | Sporophila nigricollis           | Лише на Тринідаді                          |
| Зерноїд попелястий          | Sporophila schistacea            | Лише на Тринідаді — знищений               |
|                             | Saltator olivascens              | Лише на Тринідаді                          |
| Зернолуск смугастоволий     | Saltator striatipectus           | Лише на Тринідаді                          |
| Цереба                      | Coereba flaveola luteola         |                                            |
| Потрост чорний              | Asemospiza fuliginosa            | Лише на Тринідаді                          |
| Потрост чорноволий          | Melanospiza bicolor              | Лише на Тобаго                             |
|                             | Paroaria nigrogenis              | Лише на Тринідаді                          |
| Саяка синьоголова           | Sporathraupis cyanocephala       | Лише на Тринідаді                          |
| Танагра бірюзова            | Tangara mexicana                 | Лише на Тринідаді                          |
| Гирола                      | Tangara gyrola                   | Лише на Тринідаді                          |
| Саяка блакитна              | Thraupis episcopus berlepschi    |                                            |
| Саяка пальмова              | Thraupis palmarum                |                                            |
| Танагра цяткована           | Ixothraupis guttata              | Лише на Тринідаді                          |